# Museum Kunstpalast

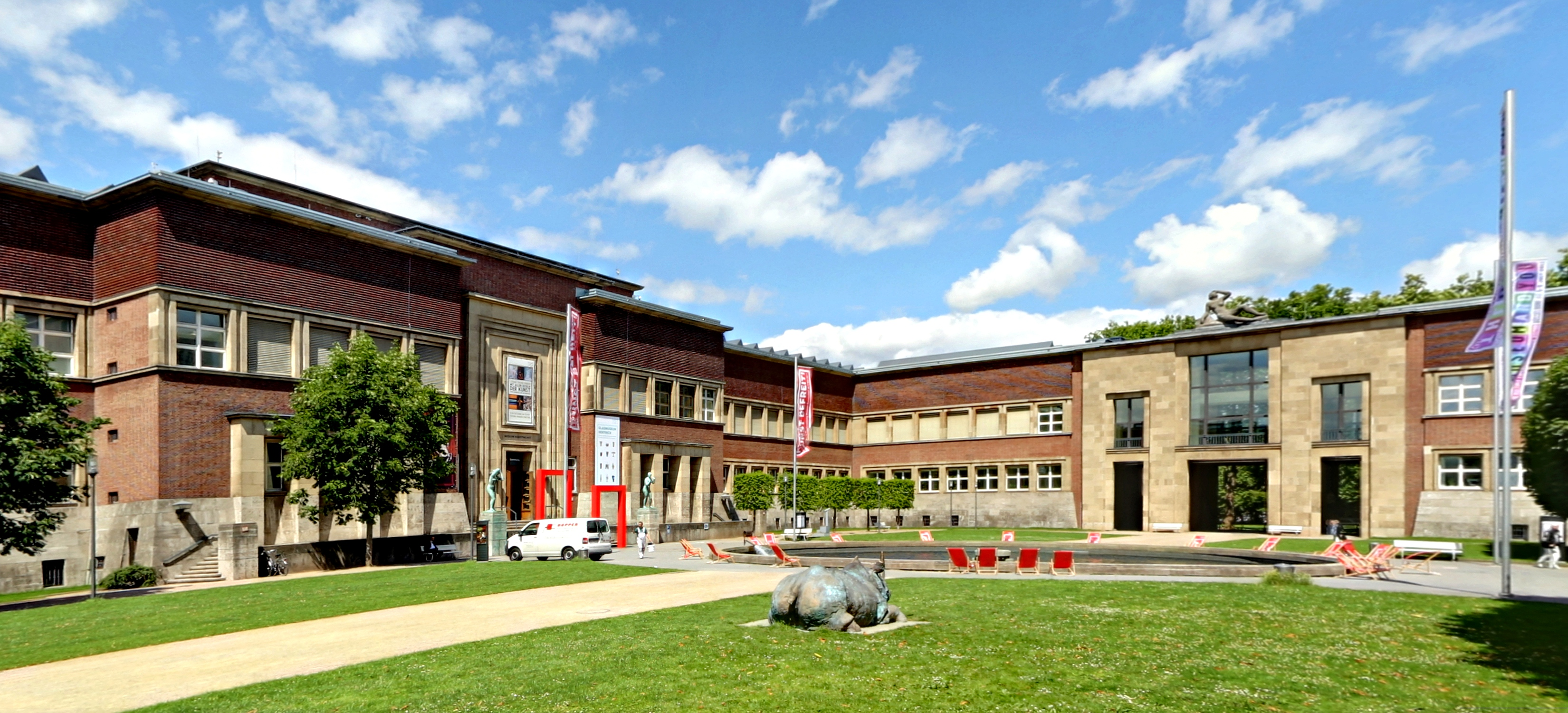
Westlicher Flügel, Brunnen und nördlicher Übergang des Museumsgebäudes, im Vordergrund die Bronzeskulptur Nashorn von Johannes Brus, 2011

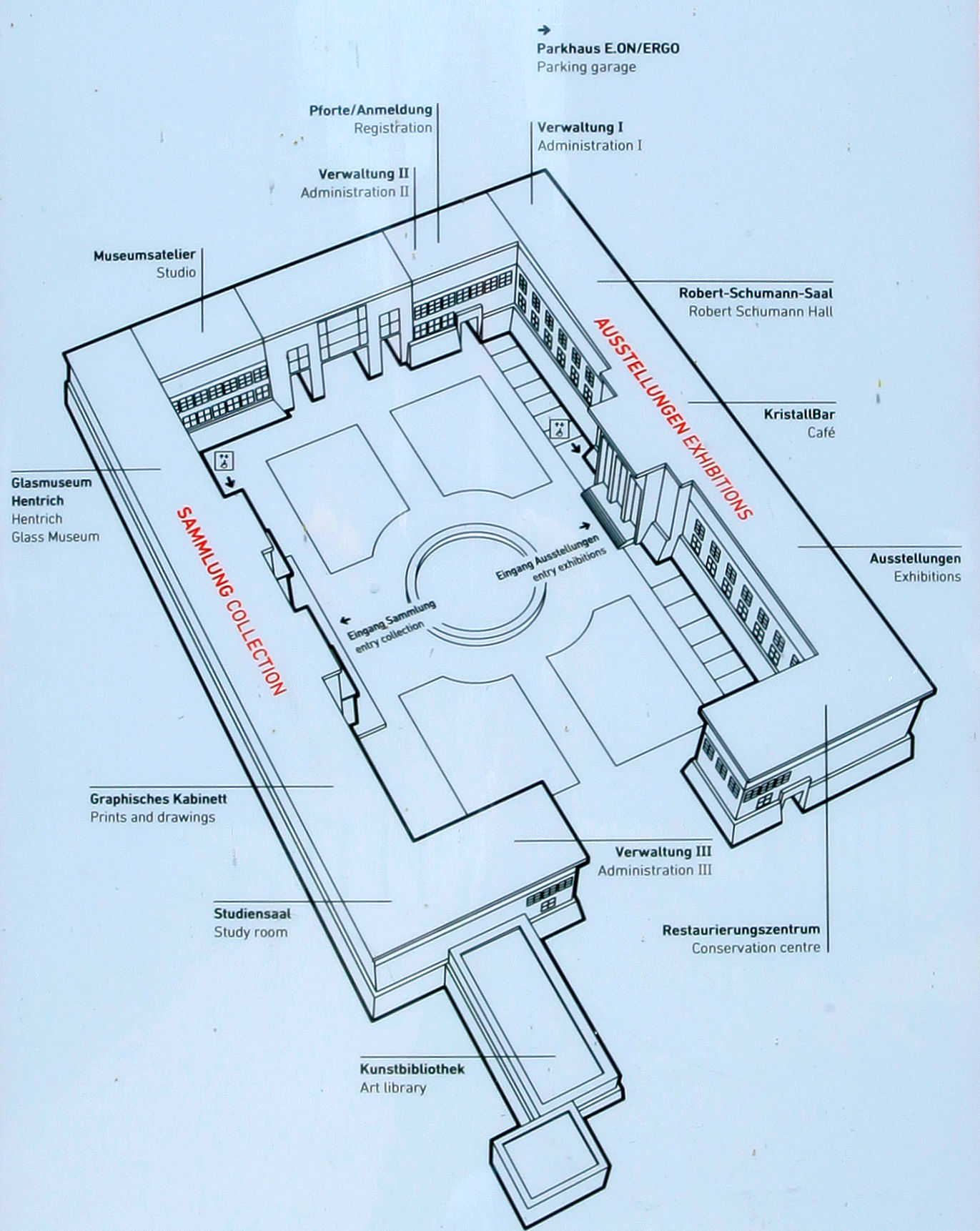
Lageplan

Das Museum Kunstpalast ist ein Kunstmuseum in Düsseldorf. Es wird getragen von der Stiftung Museum Kunstpalast, die 1998 von der Stadt Düsseldorf und dem Energiekonzern E.ON gegründet worden war. Von 2000 bis 2011 in der Schreibweise museum kunst palast beworben, seit Ende 2018 wieder eindeutig nach dem Vorgängerbau Kunstpalast benannt, führte die Stiftung das städtische Kunstmuseum Düsseldorf im Ehrenhof (inklusive Glasmuseum Hentrich), den Kunstpalast und den Robert-Schumann-Saal in einer Public Private Partnership zusammen. Seit 2020 gehört auch das NRW-Forum dazu. Stiftungspartner der Stadt waren bis 2017 das Unternehmen E.ON AG (ehemals VEBA) sowie bis Ende 2013 die Metro Group und bis 2010 die Evonik Industries AG (ehemals Degussa).
Das städtische Kunstmuseum wurde 1913 gegründet. Sein Gebäude gehört zu dem Bauensemble des Ehrenhofs, das 1925/1926 nach Plänen von Wilhelm Kreis für die Ausstellung GeSoLei errichtet wurde und dabei den seit 1902 existierenden und für Ausstellungen genutzten alten Kunstpalast baulich integrierte. Von 1999 bis 2000 erfolgte unter Erhalt der denkmalgeschützten Fassade eine Sanierung des Kunstpalastes nach Plänen von Oswald Mathias Ungers. Seit 2020 waren Sieber Architekten mit einem Teilumbau des Kunstpalastes bei laufenden Ausstellungen betraut. Nach einer umfassenden Sanierung eröffnete die Neupräsentation der Sammlung im November 2023.
Die Sammlung des Museums umfasst fast alle künstlerische Gattungen mit über 100.000 Objekten. Neben Gemälden und Skulpturen vom Mittelalter bis zur Gegenwart sind Spezialsammlungen zu Kunstgewerbe und Design, Grafik, Fotografie sowie eine bedeutende Glassammlung zu sehen.
In den Kunstpalast integriert ist der Robert-Schumann-Saal, der ein eigenständiges Veranstaltungsprogramm anbietet. Der Konzertsaal bietet 796 Sitzplätze.
Dem Gründungsdirektor der Stiftung, Jürgen Harten, folgte mit der Neueröffnung im Jahre 2001 der als Generaldirektor des Museums berufene französische Kunsthistoriker und Ausstellungsmacher Jean-Hubert Martin. Ihm folgte im Jahre 2007 bis zu seinem Ruhestand der Schweizer Beat Wismer. Sein Nachfolger als Generaldirektor und Künstlerischer Leiter der Stiftung Museum Kunstpalast ist seit Oktober 2017 Felix Krämer.
Seit Anfang 2020 ist das benachbarte NRW-Forum mit dem Kunstpalast fusioniert und untersteht Generaldirektor Felix Krämer.
Beide Häuser zusammen beschäftigten im Jahr 2020 85 Mitarbeiter.

## Geschichte

### Vorgeschichte
Der Kurfürst und Mäzen Johann Wilhelm (Jan Wellem) von Pfalz-Neuburg hatte nach seiner Hochzeit mit der Prinzessin Anna Maria Luisa de’ Medici in Gestalt der Gemäldegalerie Düsseldorf ab 1709 eine der ersten öffentlichen Kunstgalerien angelegt. Die Sammlung, die durch den Kunstschatz seiner Gattin und durch Erwerbungen seines Kunstagenten und Hofmalers Jan Frans van Douven beträchtlich erweitert wurde, gründete auf der Kunstsammlung seines Großvaters Wolfgang Wilhelm von Pfalz-Neuburg und ging nach seinem und dem Tod seines Bruders Karl III. Philipp an andere Linien des Hauses Wittelsbach über. Die Düsseldorfer Sammlung des Kurfürsten, die zu den bedeutendsten ihrer Zeit zählte und durch Nicolas de Pigages Galeriewerk La Galerie Électorale de Dusseldorff (1778) dokumentiert ist, wurde 1805, im Zusammenhang mit der Bündnispolitik des kurpfalz-bayerischen und bergischen Landesherrn Maximilian IV. und dem Dritten Koalitionskrieg, großenteils nach München fortgeschafft und bildete dort den Grundstock für die Alte Pinakothek. Nur wenige Gemälde blieben zurück, unter ihnen waren zwei schwer transportierbare Rubens-Gemälde, die im heutigen Museum den ehemaligen Glanz der Düsseldorfer Galerie erahnen lassen.

### Gründung
Die Geschichte des Museums begann im Jahr 1846 mit der Gründung des Vereins zur Errichtung einer Gemäldegalerie zu Düsseldorf, der vor allem Werke der Düsseldorfer Malerschule ankaufte. Lange Zeit wurde aber kein eigenes Museum gegründet. Der Beschluss, ein eigenes Museumsgebäude für die Präsentation der Städtischen Kunstsammlung zu errichten, fiel am 1. Juli 1913 und damit später als in den anderen rheinischen Großstädten. Als Gründungsdirektor wurde der Berliner Karl Koetschau angestellt; wegen des Beginns des Ersten Weltkrieges konnten Pläne für den Neubau jedoch nicht umgesetzt werden. Koetschau wollte die Sammlung von alter Kunst durch Zukäufe ergänzen und plante eine Modernen-Galerie, um so eine einem Museum angemessene Sammlung aufzubauen. Dabei stieß er aber auf Widerstände. So konnte er aufgrund der nationalistischen Stimmung keine französischen Werke erwerben, mit denen er die internationale Kunstentwicklung in der Sammlung hätte aufnehmen können. Damit blieb als Grundstock nur der bereits vorhandene Bestand an Werken der Düsseldorfer Malerschule, der den Großteil der Kunstsammlung der Stadt Düsseldorf ausmachte. Zusammen mit dem Kurator Walter Cohen erwarb Koetschau moderne deutsche Werke, beispielsweise der Gruppe Junges Rheinland. Daneben blieb in den Anfangsjahren des Museums das Problem des Fehlens eigener Räume; es konnte seine Sammlung nur in wenigen Räumen der Kunsthalle Düsseldorf präsentieren.

### Eigenes Museumsgebäude

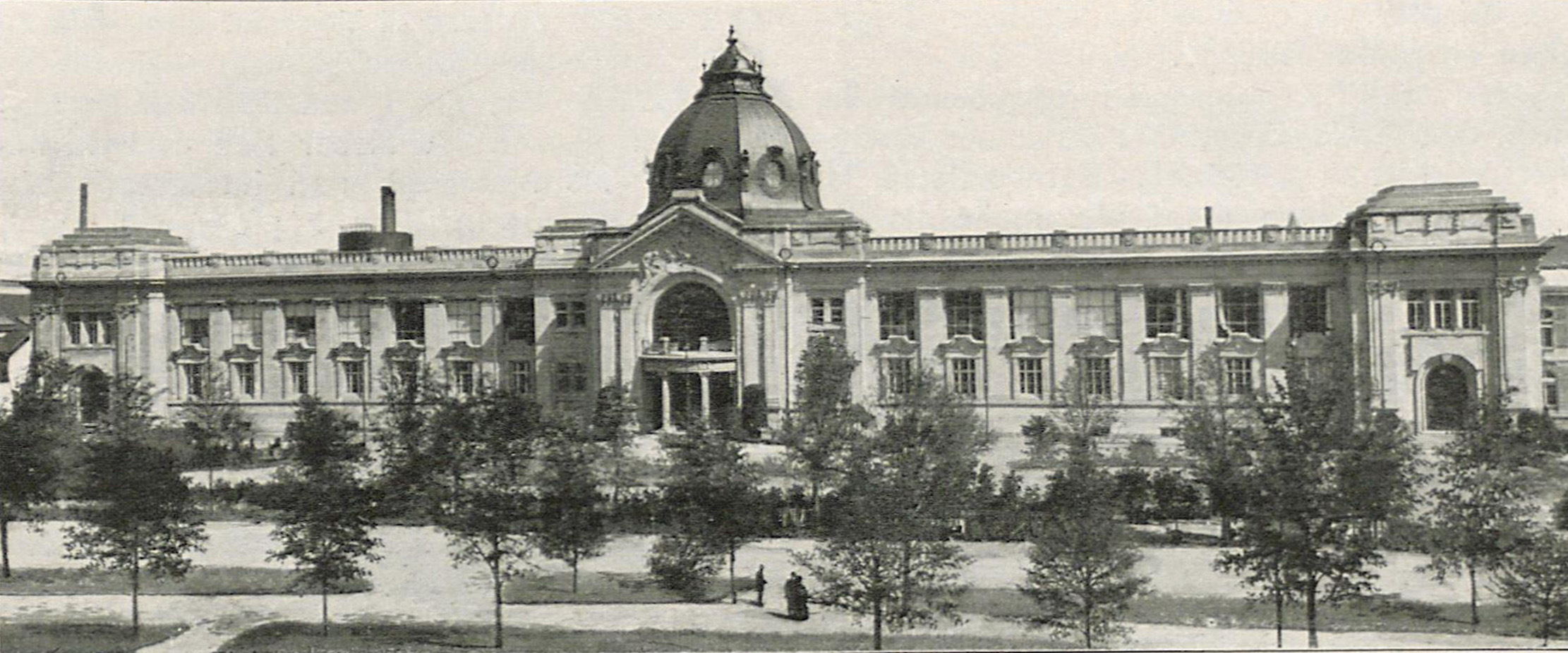
Ehemaliger Ausstellungspalast, 1902

Ein eigenes Gebäude erhielt das Museum nach der GeSoLei, der Großausstellung für Gesundheitspflege, soziale Fürsorge und Leibesübungen, die 1926 in Düsseldorf stattfand. Die Planungen der von der Stadt Düsseldorf beauftragten Bürohausgesellschaft sahen vor, dass nach Ende der Ausstellung der nordwestliche Flügel der von Wilhelm Kreis erbauten Ehrenhof-Anlage als Museumsgebäude dienen sollte. Die Räumlichkeiten wurden deshalb anschließend, soweit möglich, entsprechend angepasst. Vom vormaligen Ausstellungspalast, der südlich des heutigen Rheinparks Golzheim im Bereich des heutigen Ehrenhofs und des Hofgartens für die Industrie- und Gewerbeausstellung Düsseldorf erbaut und am 8. Mai 1902 eingeweiht worden war, wurden die letzte noch erhaltene Bausubstanz von 1902 völlig abgerissen. Im Jahr 1928 eröffnete dann das Kunstmuseum der Stadt Düsseldorf. In der Folge wurde die Sammlung des Museums durch Ergänzungen geprägt, die zu einer besonderen Vielfalt von Exponaten führten. So löste der Central-Gewerbe-Verein für Rheinland, Westfalen und benachbarte Bezirke das 1883 von ihm gegründete Düsseldorfer Kunstgewerbemuseum 1927 auf – das im Historismus begründete Konzept, nach dem Werke aus der Vergangenheit dem heutigen Gewerbe als Vorbild dienen sollten, galt inzwischen als überholt. Die Bestände wurden teilweise in das Historische Museum eingegliedert. 1928 kam die keramische Spezialsammlung des Hetjens-Museum hinzu, die bis 1967 Bestandteil des Museums blieb. Dadurch veränderte sich das Konzept des Museums, das vorher eine Gemäldegalerie mit angegliedertem Kupferstichkabinett war. Diese Entwicklung wurde durch die Einkaufspolitik von Karl Koetschau weiter verstärkt. 1932 wurde dem Museum die Sammlung der Kunstakademie Düsseldorf mit einem langfristigen Leihvertrag übergeben.

### Zeit des Nationalsozialismus und des Zweiten Weltkrieges
1933 verließ Karl Koetschau das Kunstmuseum der Stadt Düsseldorf und ging nach Berlin, wo er Leiter der Gemäldegalerie des Kaiser-Friedrich-Museums wurde. Neuer Museumsdirektor wurde am 1. März 1934 der Kunsthistoriker Hans Wilhelm Hupp. Dieser arbeitete zwar an der nationalsozialistischen Vorgaben folgenden Umgestaltung der Düsseldorfer Museenlandschaft mit, vertrat aber unabhängige künstlerische Ansichten. Er konzipierte die Galerie der Neuzeit, die in der alten Kunsthalle realisiert wurde. Sie war jedoch umstritten und musste in den folgenden Jahren mehrmals kurz nach der Eröffnung wieder geschlossen werden, weil die dort ausgestellten Kunstwerke innerhalb der NSDAP auf Kritik stießen. Mit Verkäufen aus dem Museumsbestand versuchte Hupp Eingriffe der Reichskulturkammer in das Museum zu verhindern, trotzdem wurden 1937 mehr als 1000 Werke als „Entartete Kunst“ konfisziert, von denen einige in der von München ausgehenden Wanderausstellung „Entartete Kunst“ präsentiert wurden. 1938 machte die Propagandaschau „Entartete Kunst“ auch Station im Kunstmuseum in Düsseldorf.
In den 1930er Jahren wurden große Geldmittel für den Ankauf älterer Kunstwerke ausgegeben, besonders im Bereich mittelalterlicher Skulpturen. Die Erben der früheren Eigentümer zweier Werke, die 1935 erworben wurden, verlangen hierfür eine Restitution oder Entschädigung. Es handelt sich um das Stillleben Fruchtkorb an einer Eiche (um 1670) von Abraham Mignon und das Werk Pariser Wochentag (1869) von Adolph Menzel. Die Erben und die Stadt Düsseldorf haben die Limbach-Kommission um eine Empfehlung zu den streitigen Fragen gebeten. Mit Blick auf das Werk von Menzel gab die Limbach-Kommission im Februar 2015 eine ablehnende Empfehlung ab.
Den Zweiten Weltkrieg überstand die Sammlung aufgrund frühzeitiger Auslagerungen ohne Schäden. Die Kollektion war bereits 1939 an drei Stellen ins Sauerland ausgelagert worden. Im Laufe der Jahre 1946 bis 1948 wurde sie zurückgeführt. Museumsdirektor Hupp hatte bis zu seinem Tod Ende 1943 für große Geldsummen Kunstwerke in den besetzten Niederlanden und Frankreich erworben, die nach einem Beschluss der alliierten Verwaltung an die Herkunftsländer zurückgegeben wurden. Knapp 50 der in den Niederlanden erworbenen Werke sind heute im Bestand der Nederlands Kunstbezit-collectie (NK). Zu den Verkäufern zählten u. a. die nichtjüdischen Kunsthandlungen Schretlen, Hoogendijk, Douwes und de Boer sowie die jüdischen Kunsthandlungen Goudstikker und Kurt Walter Bachstitz.
Die Nachfolge Hupps trat der Maler Fred Kocks an. Er war aktives Mitglied der NSDAP und künstlerischer Berater und Textschreiber des NS-Gauleiters Friedrich Karl Florian. Kocks war bereits unter Hupp Ausstellungsleiter gewesen.

### Nachkriegszeit
Nach Kriegsende wurde der belastete Kocks als Direktor von der britischen Militärregierung entlassen und durch den politisch unbelasteten Kunsthistoriker Werner Doede ersetzt, der die Rückführung der Sammlung und erste Ausstellungen organisierte. So zeigte er im unbeschädigten Hetjens-Museum 1946 in der Ausstellung Lebendiges Erbe Werke, die unter der nationalsozialistischen Herrschaft als entartet galten. Die Ausstellungsaktivitäten erstreckten sich wieder mehr auf das eigentliche Museumsgebäude, das leicht beschädigt war und teilweise von der Telegraphenverwaltung genutzt wurde. Am 19. Juli 1949 wurde das renovierte und in Teilen neu gegliederte Museum endgültig wiedereröffnet. Bereits im Februar 1953 wurde von der Düsseldorfer Stadtverwaltung wieder der diskreditierte ehemalige Nationalsozialist Kocks als Kustos der Kunstsammlungen eingesetzt, was zu Auseinandersetzungen mit Doede führte. Fred Kocks hatte diese Position – mehrere Direktoren überdauernd – durchgehend bis 1964 besetzt. Werner Doede, der begonnen hatte, die von den Nationalsozialisten mit der Verfolgung von entarteter Kunst in die Sammlung geschlagene Lücke wieder zu füllen, kündigte Ende 1953 wegen dauernder Konflikte mit der Düsseldorfer Kulturverwaltung. Meta Patas, die 1954 die kommissarische Leitung des Museums innehatte, wie auch ihr Nachfolger Gert Adriani, der 1958 ebenfalls unter Protest kündigte und dem wieder Patas nachfolgte, führten die von Doede begonnene Ankaufpolitik fort. Die Kündigungen lagen unter anderem darin begründet, dass das Museum von der Expansion des angrenzenden Messegeländes bedroht wurde und zeitweise Teile des Museums für Messen geräumt werden mussten. Über einen Museumsneubau wurde zwar diskutiert, jedoch kam es zu keinen genaueren Planungen. Im Jahr 1958 wurde das Museum für zwei Jahre geschlossen, die ausgestellten Werke im Magazin eingelagert und die Räumlichkeiten durch die Messegesellschaft NOWEA genutzt.

### Wiedereröffnung
1964 übernahm mit Wend von Kalnein ein neuer hauptamtlicher Direktor die Leitung des Museums. Er versuchte, das Museum mit intensiver Öffentlichkeitsarbeit, wissenschaftlicher Arbeit und einem weiteren Sammlungsausbau neu zu positionieren. Die Ausstellungsräume wurden renoviert. 1968 wurde die Düsseldorfer Messe an einen anderen Ort verlegt, sodass der Standort des Museums am Ehrenhof gesichert war. Wend von Kalnein legte einen besonderen Schwerpunkt auf die Kunstvermittlung. So wurde 1970 die Pädagogische Abteilung gegründet, die mit Düsseldorfer Schulen kooperierte. Zudem wurden ab 1977 spezielle kindgerechte Ausstellungen veranstaltet. In den 1970er Jahren richtete das Museum erste groß angelegte, katalogbegleitete Sonderausstellungen aus. Zum Teil wurden diese international wahrgenommen, wie eine Ausstellung von Werken der russischen Avantgarde aus der Sammlung von George Costakis, was die Position des Museums weiter stärkte. Dies führte in den 1970er Jahren zu Ausstellungen des Museums in Irland und Finnland sowie in den 1980er Jahren in den Vereinigten Staaten und Japan.
Nachdem Kalnein 1979 in den Ruhestand eingetreten war, übernahm Hans Albert Peters den Posten des Museumsdirektors. Ab 1979 musste die Museumsarbeit auf verschiedene andere Gebäude, darunter die Kreuzherrenkirche, aufgeteilt werden, da im Ehrenhof schwere Baumängel festgestellt worden waren, die die Räumung und Schließung des eigentlichen Museumsgebäudes im Juli des Jahres zur Folge hatten. Die Planungs- und Bauphase mit der Entkernung und Kompletterneuerung des Gebäudes dauerte sechs Jahre, bis es 1985 wiedereröffnet werden konnte. Die Sanierung löste aber nicht die räumlichen Probleme des Museums, sodass 1988 ein Wettbewerb für eine Mitnutzung des gegenüberliegenden Kunstpalastes ausgeschrieben wurde. Das Ergebnis hätte zwar die Anforderungen des Museums erfüllt, konnte jedoch aufgrund einer verschlechterten Wirtschaftslage nicht umgesetzt werden.
Infolge eines Brandes 1993 im Museum kam es zu einer Kontaminierung des Gebäudes. Die Sanierungsmaßnahmen dauerten bis in den Dezember 1994, das Museum wurde 1995 wiedereröffnet. Während über die Zusammenlegung des Kunstmuseums mit der Kunsthalle nachgedacht wurde und neue Pläne bezüglich des Kunstpalastes bestanden, ging Hans Albert Peters 1995 aus gesundheitlichen Gründen vorzeitig in den Ruhestand. Helmut Ricke wurde sein Nachfolger als Direktor.

### Neuere Geschichte
Für die geplante institutionelle Zusammenführung von Kunstmuseum und der am Grabbeplatz gelegenen Kunsthalle wurde 1998 die Stiftung museum kunst palast gegründet, deren Gründungsdirektor Jürgen Harten war. Es dauerte sechs Jahre, bis die Neuordnung der Museen, die seit 1995 diskutiert worden war, umgesetzt wurde. Die Leitung des Museums hatte von 1999 bis 2006 Jean-Hubert Martin, der frühere Direktor des Musée National d’Art Moderne und des Musée national des arts d’Afrique et d’Océanie. Am 1. September 2001 wurde das museum kunst palast eröffnet, nachdem die Sanierung des Kunstpalastes hinter der denkmalgeschützten Fassade abgeschlossen worden war. Nach sechsjähriger Amtszeit trat Martin zurück und erhob öffentlich Vorwürfe wegen Einmischung in die Programmgestaltung gegen einen der privaten Partner des Museums. Von März 2007 bis September 2017 leitete der Schweizer Beat Wismer, früherer Direktor des Aargauer Kunsthauses, als Generaldirektor das Museum. Kaufmännischer Direktor der Stiftung Museum Kunstpalast war von Juli 2008 bis Juni 2013 Carl Grouwet. Seit 2001 war das Museum Kunstpalast keine rein städtische Einrichtung mehr, sondern wird von einer Stiftung betrieben, die von der Stadt Düsseldorf anfangs gemeinsam mit E.ON (bis Ende 2017), Metro (bis Ende 2013) und Evonik (bis 2010) als privatwirtschaftlichen Geldgebern finanziert wurde. Diese Stiftung war die erste große Public-private-partnership im Museumsbereich in Deutschland. Mit dem Energiekonzern E.ON wurde Ende 2008 der Vertrag zur Sicherung der Betriebskosten um weitere fünf Jahre verlängert. Seit 2006 sponserte der Partner E.ON nicht mehr allgemein die Ausstellungstätigkeit des Hauses, sondern nur noch ausgewählte Ausstellungen. Auf Veranlassung von E.ON hatten 2012 Unternehmensberater der „Boston Consulting Group“ das Museum auf Einsparmöglichkeiten überprüft, mit dem Ergebnis, dass das Museum ineffizient wirtschafte. Seit November 2012 steht der Betriebswirt Harry Schmitz als Kaufmännischer Direktor der Stiftung Museum Kunstpalast vor.
Von 2011 bis 2018 hieß das Haus Museum Kunstpalast. Im Mai 2011 wurde nach mehr als zweijähriger Schließung aufgrund von Renovierungsmaßnahmen die Sammlung Museum Kunstpalast wiedereröffnet und in neuer Hängung präsentiert.
Nach einem Wasserschaden mussten seit Anfang 2012 Bereiche des Sammlungsflügels wegen eines über Jahre andauernden gerichtlichen Beweissicherungsverfahrens bis dato gesperrt bleiben. Im Juni 2020 beschloss der Rat der Stadt Düsseldorf die Sanierung des Hauses für rund 39,9 Mio. Euro. Für Herbst 2022 ist eine umfassende Neupräsentation der Schausammlung inklusive Glasmuseum Hentrich auf der rund 4.500 m² umfassenden Ausstellungsfläche im Sammlungsflügel geplant. Den Umbau, wie auch die Realisierung eines Restaurants im Nordflügel, hat das Düsseldorfer Architekturbüro Sieber Architekten übernommen.
Seit dem 1. Oktober 2017 ist Felix Krämer Generaldirektor und künstlerischer Leiter der Stiftung Museum Kunstpalast und zusammen mit dem Kaufmännischen Direktor Harry Schmitz Vorsitzender des Vorstandes. Felix Krämer war zuvor im Städel Museum in Frankfurt am Main von 2008 bis 2017 Sammlungsleiter im Bereich Kunst der Moderne. In der programmatischen Verschränkung von Malerei, Skulptur, Mode, Design und Fotografie hat Felix Krämer dem Kunstpalast in den letzten Jahren neue Publikumskreise erschließen können.
2019 startete der Kunstpalast als erstes deutsches Museum eine eigens für Kinder entwickelte Webseite mit einem Nashorn als Maskottchen. Der Rhinopalast unterbreitet seitdem Kindern zwischen sechs und zwölf Jahren ein breites digitales Angebot mit animierten Tierfiguren, Spielen, Videos, Bastelanleitungen und Bilder-Geschichten.
2020 wurde das benachbarte NRW-Forum als Tochter in den Kunstpalast eingegliedert. Künstlerischer Leiter des NRW-Forums ist wie bereits vor der Fusion Alain Bieber. Der Fokus des Ausstellungsprogramms liegt auf Fotografie, Pop und digitaler Kultur.
Die Arbeit des Museums wird durch den Verein Freunde Museum Kunstpalast e. V. unterstützt. Dies ist dem Verein satzungsgemäß unter anderem durch Pflege und Erweiterung der Sammlungsbestände oder durch Veranstaltungen sowie Fördermaßnahmen möglich. In dem Jungen Freundeskreis Kunstpalast und NRW-Forum sind die jungen Mitglieder bis 30 Jahre aktiv.
Der Sammlungsflügel des Kunstpalasts wird seit Ende 2020 einer grundlegenden Sanierung mit Umbau unterzogen; die Sammlungspräsentation ist deshalb seit Juni 2020 geschlossen. Die Umbau- und Sanierungsarbeiten im Sammlungsbereich und im Belvedere werden bei laufendem Ausstellungsbetrieb fortgeführt. Die Wiedereröffnung ist für den 21. November 2023 vorgesehen.
Pandemie-bedingt musste der Ausstellungsbetrieb im Kunstpalast 2020 und 2021 zeitweise geschlossen werden. Der Konzert- und Veranstaltungsbetrieb im Robert-Schumann-Saal fiel aus bzw. wurde in die Folgesaison verschoben.
Im Zusammenhang mit der Corona-Pandemie hat der Kunstpalast sein Angebot digitaler Formate ausgebaut: Neben Hybridveranstaltungen und nur online angebotenen Workshops, Gesprächen und Führungen wurden Videoclips und Live-Streamings aus den Ausstellungen bereitgestellt.

## Architektur

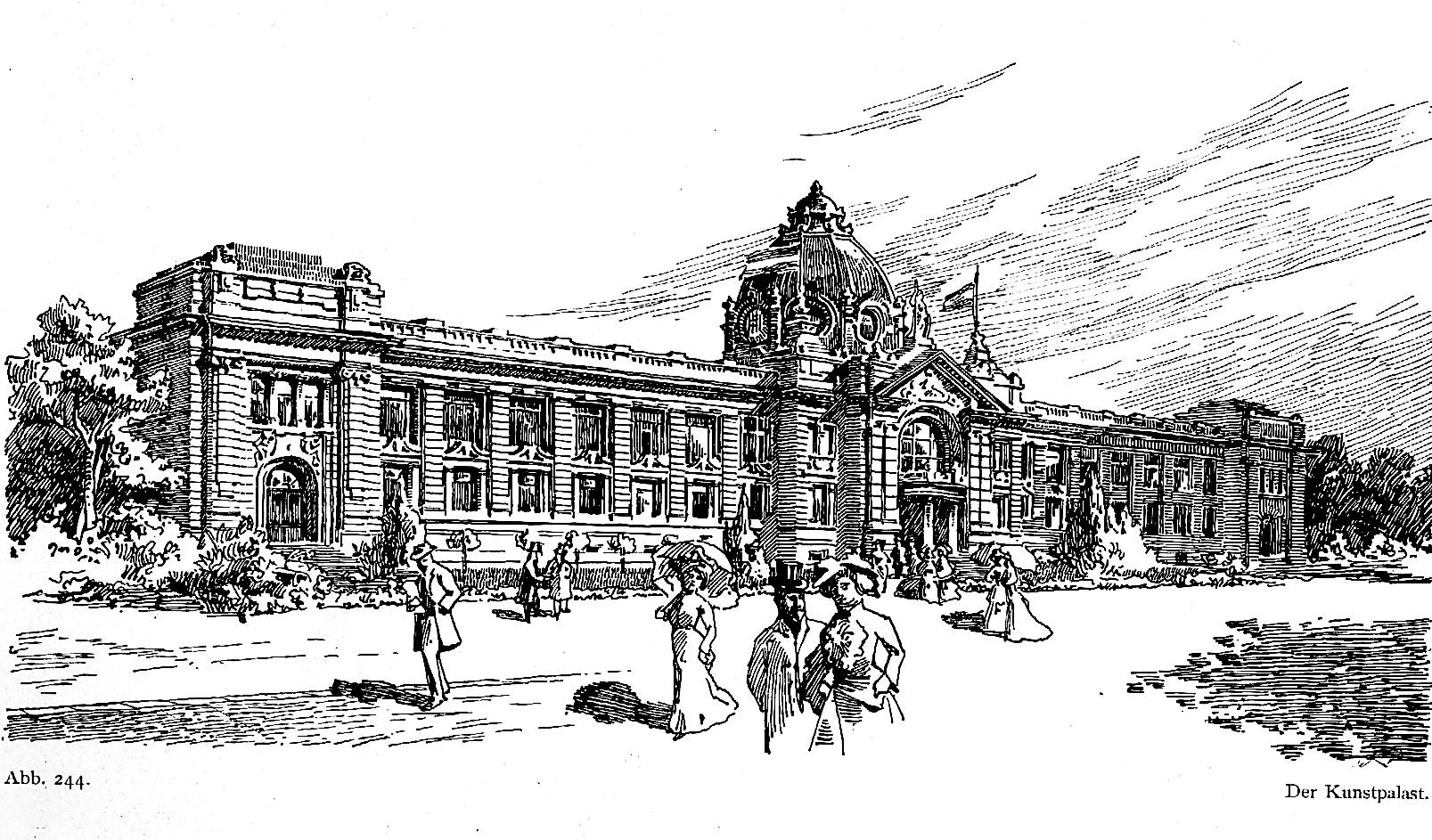
Kunstpalast, 1902

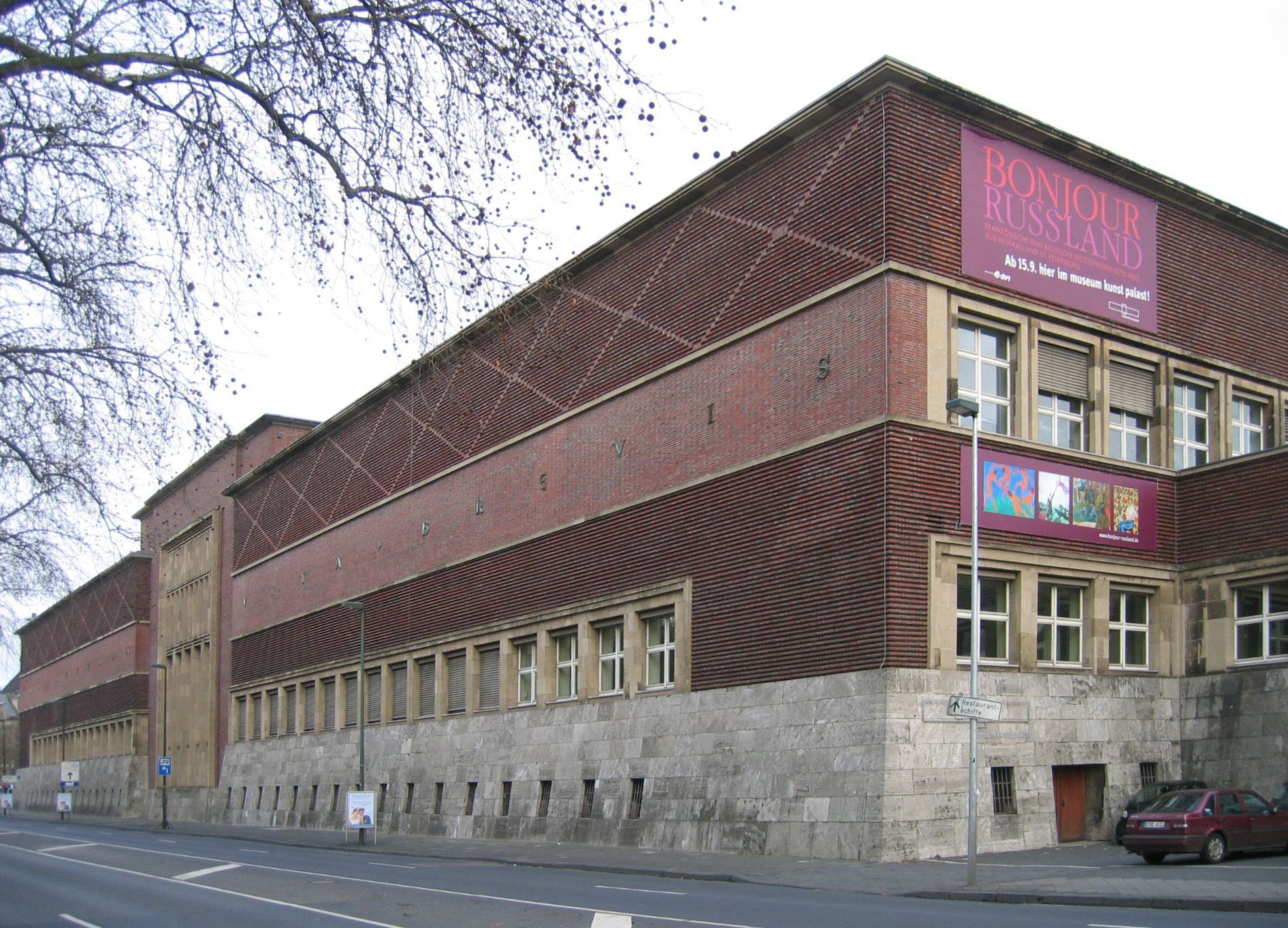
Fassade des Museums

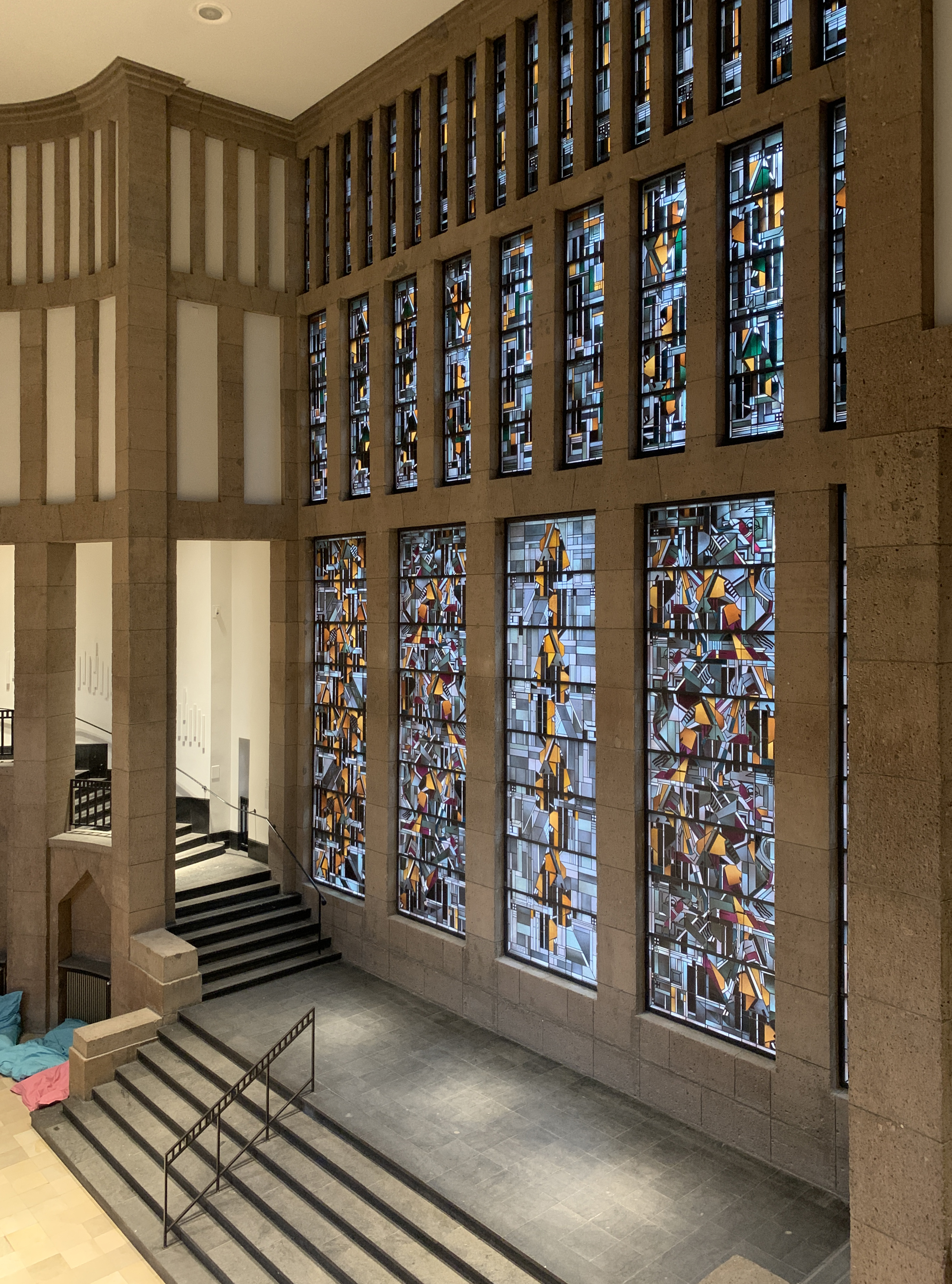
Zentrale Eingangshalle mit Treppenaufgang und bleiverglastem Fensterbild Jan Thorn Prikkers, 1926

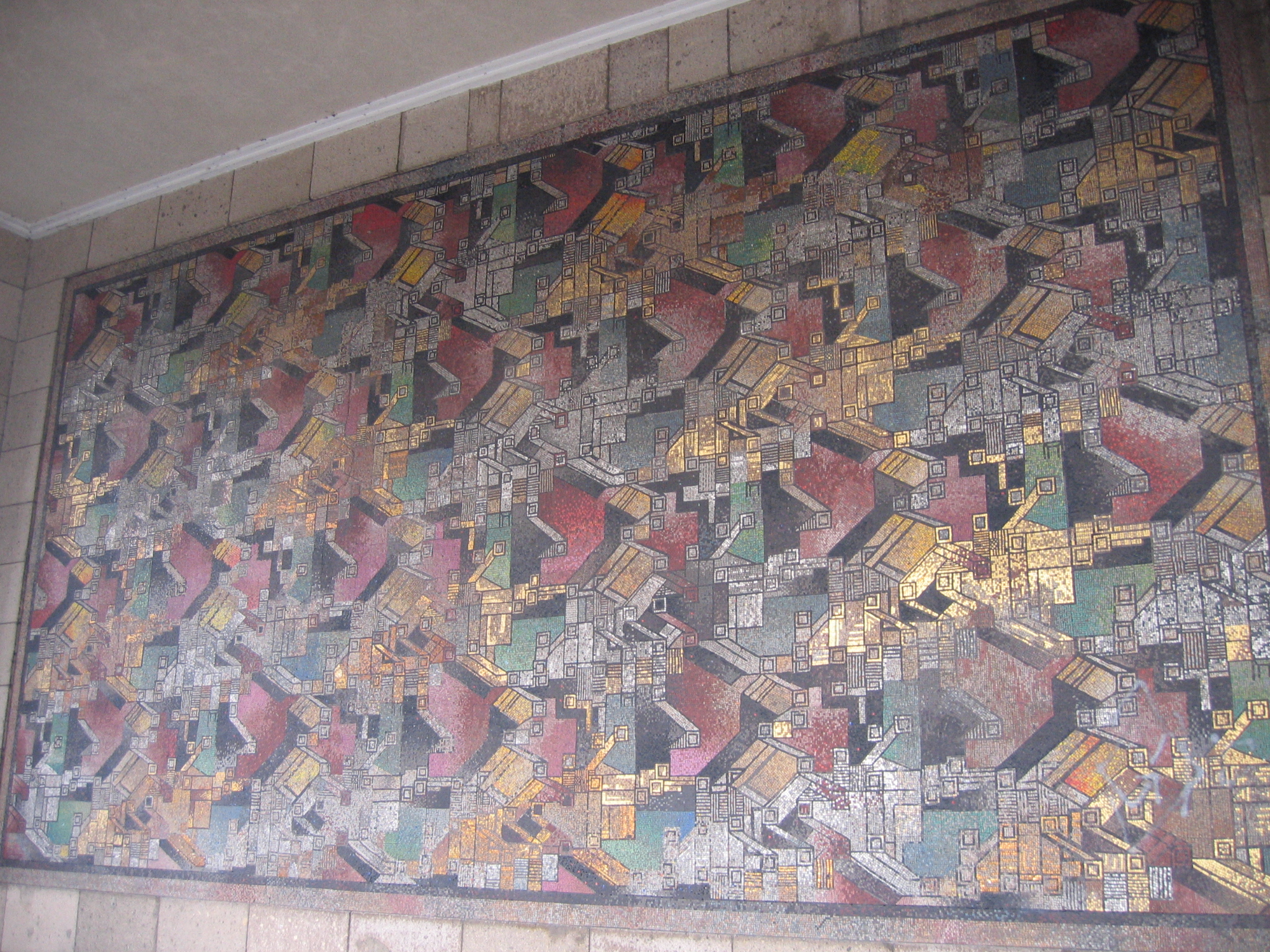
Mosaik Der Tag von Jan Thorn Prikker, 1926

Der Kunstpalast liegt zwischen dem Rhein und dem Hofgarten, nördlich der Düsseldorfer Altstadt. Er befindet sich auf dem 1926 von Wilhelm Kreis für die Großausstellung GeSoLei zum kulturellen Zentrum ausgebauten Areal, das von der Altstadt durch die Auffahrt zur Rheinbrücke nach Oberkassel getrennt ist. Das Gelände liegt zwar außerhalb des Stadtkerns, aber dennoch zentral.
Vor dem Ausbau befand sich dort nur das 1902 parallel zum Fluss gebaute neobarocke Ausstellungsgebäude namens Kunstpalast. Kreis ließ eine neue Fassade für dieses Gebäude anbringen und integrierte es in eine hufeisenförmige Anlage, die nach den Empfangshöfen von Schlossanlagen als Ehrenhof bezeichnet wird. Das Gebäude wirkt mit den breiten Baukörpern, die auf Sockeln aus Muschelkalk ruhen, monumental. Damit spielte Wilhelm Kreis auf eine Grab- und Pyramidenarchitektur an, was er jedoch mit den um das ganze Gebäude verlaufenden Fenstern wieder zurücknahm. Diese Fensterreihe scheint von der Industriearchitektur inspiriert worden zu sein. Wie alle Dauerbauten der GeSoLei weist auch das Kunstmuseum zur Rheinseite hin eine palastartige, symmetrische Backsteinfassade mit großflächiger Ornamentik und mit Elementen aus Werkstein auf. Auf einem horizontal über die Fassade laufenden flachen Ziegelstreifen ist hier in lateinischen Lettern das Motto des Kunstmuseums angebracht: ARS AETERNA – VITA BREVIS (Die Kunst ist ewig, das Leben kurz). Das Kunstmuseum, das benachbarte Reichsmuseum für Gesellschafts- und Wirtschaftskunde (heute das NRW-Forum), die offenen mit Mosaiken geschmückten Säulenhallen sowie die imposante Kuppel des Planetariums (heute die Tonhalle) formulieren eine festliche, teilweise sakral wirkende Abfolge von Großbauten mit bewusst gewählten historischen Anklängen. Die monumentale Gestaltung und die Ausrichtung auf den Rhein entspricht den Bemühungen der Stadtplaner seit Anfang des 20. Jahrhunderts, das Rheinufer attraktiver zu gestalten, um die symbolische Bedeutung des Rheins als Sinnbild des Deutschen Reichs und um die Rolle Düsseldorfs als Großstadt zu unterstreichen.
Im Innern weist das Gebäude eine für die damalige Zeit hochmoderne Funktionalität und Nüchternheit auf, die sich an den Forderungen des Museumspädagogen Alfred Lichtwark orientierte und diese sogar noch übertraf. Schlichte, hell verputzte Ausstellungsräume, ein flexibler Grundriss, hochgerückte Fensterbänder und der erstmalige Einsatz der aus dem Fabrikbau entlehnten Sheddächer belegen das innovative Architekturkonzept.
Das Gebäude umschließt zunächst einen Innenhof. Entlang der Uferstraße schließen sich ihm weitere Ausstellungsgebäude an. An den Stellen, wo Querstraßen die Hauptachse des Ausstellungsgeländes kreuzen, flankieren den Komplex tempelartige offene Säulenhallen mit Mosaiken von Heinrich Nauen und Johan Thorn Prikker. Der Außenraum des Museums ist mit Skulpturen geschmückt. Auf dem Dach des Museums, über dem Triumphtor in der Hauptachse des Ehrenhof-Komplexes, befindet sich die Skulptur Aurora von Arno Breker. Vor dem Eingang des Museums stehen zwei Aktfiguren von Ernst Gottschalk. Neben Gottschalks Arbeiten befanden sich dort zwei Skulpturen von Bernhard Sopher, die von den Nationalsozialisten aufgrund der „nicht-arischen“ Abstammung Sophers eingeschmolzen wurden.
Der Brunnen im Ehrenhof wurde ebenfalls zur GeSoLei von Wilhelm Kreis angelegt. Er befindet sich in der Mittelachse des hufeisenförmigen Gebäudeensemble des Museums und besteht aus einem runden Becken aus Kunststein und einem einfachen Brunnenkopf mit Wasserstrahlbündel. Der Beckenrand wurde 1957 bei einer Restaurierung erneuert.
Mit der großformatigen Glasmalerei von Johan Thorn Prikker erinnert die Eingangshalle des westlich gelegenen Museumstrakts an einen sakralen Bau. Von beiden Seiten des Foyers aus erstrecken sich die Ausstellungsräume, zu denen eine zweiflügelige Treppe ins Obergeschoss führt. Die Räumlichkeiten, in denen die Sammlung präsentiert wird, sind sachlich und neutral gestaltet. Hinter der Fassade befindet sich eine moderne Stahlbetonkonstruktion, sodass das Gebäude die Bombenangriffe im Zweiten Weltkrieg relativ unbeschadet überstand. Bei der Sanierung des Museums in der ersten Hälfte der 1980er Jahre wurde der Übergang zum östlich gelegenen Gebäudetrakt verglast und der Ausstellungsbereich um ein zweites Obergeschoss erweitert. Diese Sanierung war vom Gesichtspunkt des Denkmalschutzes nicht unproblematisch. Zudem verschwand die ursprünglich großzügig angelegte Raumstruktur und es entstanden stattdessen kleine, verwinkelte Räume. In dem Sammlungsflügel des Kunstpalastes befinden sich neben den Präsentationsräumen der Schausammlung die Präsenzbibliothek und das Depot der graphischen Sammlung, deren Bestand dem Publikum in einem Studiensaal zugänglich sind. Nach dem Beschluss von 1998, Kunstpalast und Kunstmuseum zu vereinigen, wurde das aus dem Jahr 1902 stammende und 1926 umgebaute Gebäude abgerissen. An seiner Stelle entstand hinter der denkmalgeschützten Fassade ein Neubau, der von Oswald Mathias Ungers entworfen wurde. Dieser bietet 3000 Quadratmeter Fläche für Wechselausstellungen, womit der Kunstpalast insgesamt eine Fläche von etwa 9000 Quadratmetern umfasst. Von einem Foyer, das mit einer Kuppel überspannt ist, zweigen vom Parterre bis in das 2. Obergeschoss insgesamt vier Galeriehallen ab. Dem Haus angegliedert ist mit dem Robert-Schumann-Saal ein Konzert- und Theatersaal mit rund 800 Plätzen, der ebenfalls von Ungers entworfen wurde und für verschiedene kulturelle Anlässe genutzt wird.
Das Motiv neoklassizistischer Triumphbögen und Tempel findet in der Gebäudeanlage ihren Niederschlag: So verbindet die beiden Ausstellungsbauten ein „triumphbogenartiger Torbau“. Auch der Mittelrisalit „stellt ein auf einfache geometrische Formen reduziertes Triumphbogenmotiv dar“. An der südlichen Seite befindet sich ein „tempelartiger Eckpavillon“. Diese neoklassizistischen Motive „tempelartiger Vorbauten“ finden sich auch im NRW-Forum sowie an der Tonhalle wieder. Monumental gestaltet ist die Rheinfassade des Gebäudes; die horizontale Schichtung mit gerippten Lagen von Ziegelsteinen über schräg gestellten („geböschten“) Sockeln aus Muschelkalk werden allein durch ein vertikal betontes Mittelrisalit unterbrochen. Unter- und oberhalb der Fenster befinden sich vor- und zurückspringende rote Klinkersteine, die typisch für die Architektur der 1920er Jahre, aber ebenso für die Bautradition der Region Niederrhein sind. Die regelmäßige Architektur des Gebäudes wird von den hohen neoklassizistischen Portalen unterbrochen. Die nördliche Durchfahrt wurde als ein kubisch abgewandelter Triumphbogen konzipiert.

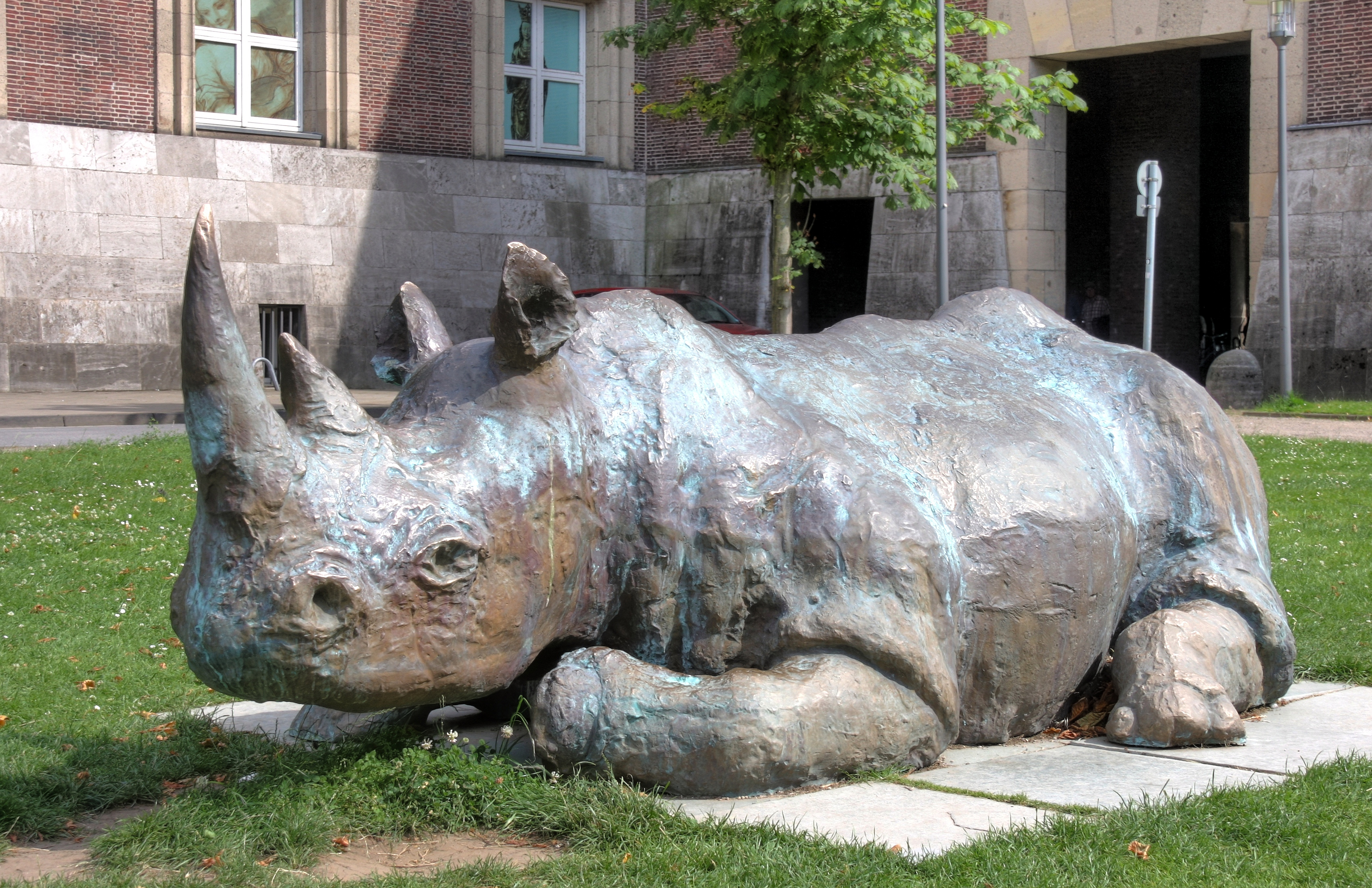
Nashorn von Johannes Brus (2002)

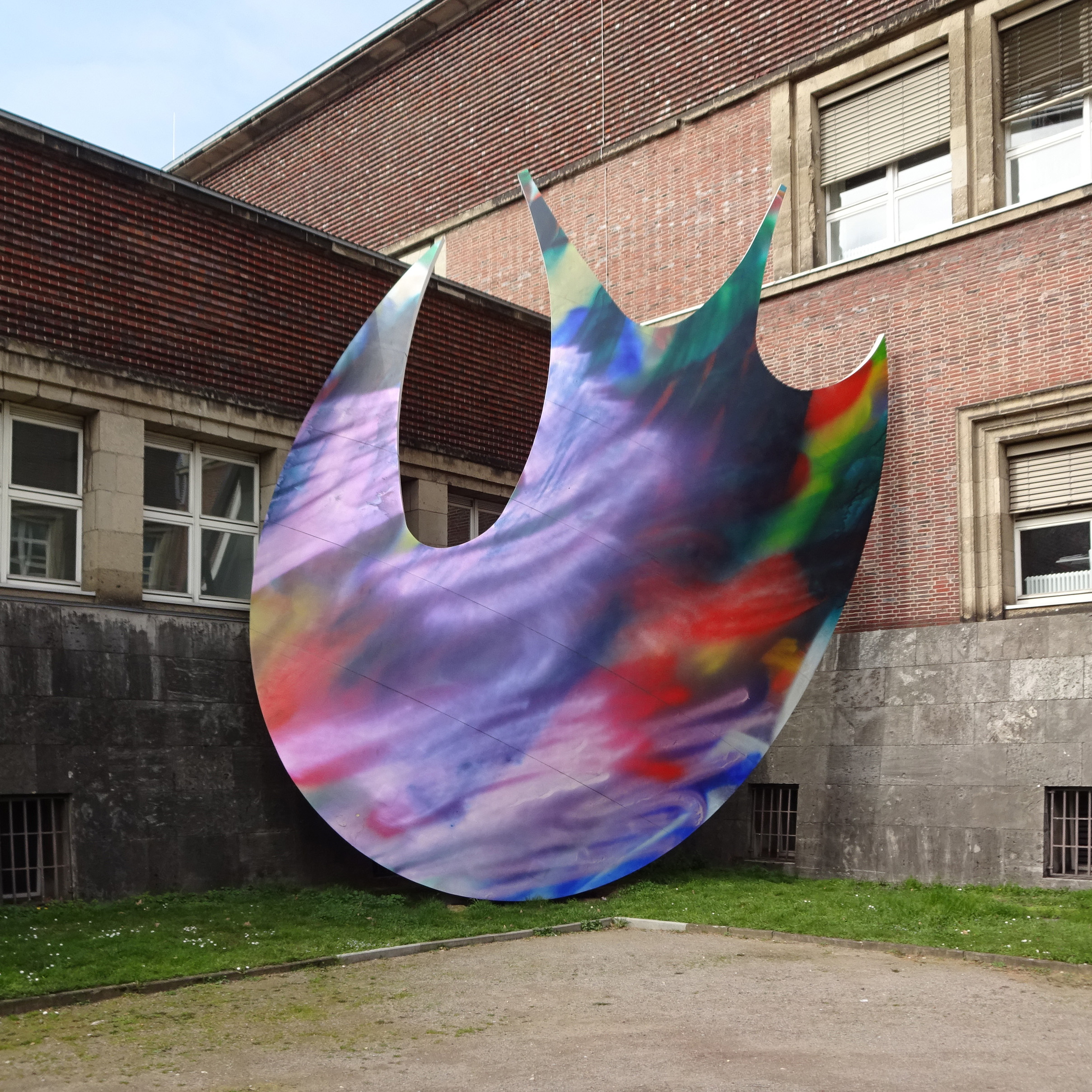
Ellipse von Katharina Grosse (2009)

Im Ehrenhof wurden in den vergangenen Jahren drei Kunstwerke auf Dauer platziert: das lebensgroße bronzene Nashorn (2002) von Johannes Brus, die elf Meter hohe, Malerei und Skulptur vereinende farbige Ellipse (2009) von Katharina Grosse sowie seit 2023 die Bronze Beulenmann auf einem Baustumpf (2018) von Paloma Varga Weisz.

## Sammlung
Die Sammlung des Museums umfasst fast alle künstlerischen Gattungen und eine Vielzahl von Epochen. Die Gemäldegalerie umfasst rund 3000 Gemälde von der Renaissance bis zum Impressionismus mit Schwerpunkten insbesondere auf niederländische und flämische Malerei des 17. Jahrhunderts, römische und norditalienische Gemälde des 17. bis 18. Jahrhunderts samt einer Sammlung von 350 Ölskizzen des Barock sowie Malerei des Klassizismus und des 19. Jahrhunderts, insbesondere der Düsseldorfer Malerschule von 1819 bis 1918.
Im Bereich der Modernen Kunst ist die Kunst des Expressionismus und des Jungen Rheinlands, die Neue Sachlichkeit und des Konstruktivismus mit herausragenden Beispielen vertreten. Wesentliche Bereiche der Kunst nach 1945 werden durch das Informel, die Gruppe ZERO, durch Farbfeldmalerei und Op-Art markiert. Der Bestand der Abteilung Moderne reicht bis in die unmittelbare Gegenwart und verfügt über Skulpturen, Installationen, Objektkunst, Neue Medien und Künstlerräume.
Der Bereich Skulptur und Angewandte Kunst umfasst insgesamt über 1300 Exponate und sammelt schwerpunktmäßig Skulpturen des Mittelalters, der Gotik und des Barocks sowie Möbel und Kunsthandwerk aus dem 15. bis 20. Jahrhundert und verfügt über eine Kollektion von Objekten islamischer, japanischer und südostasiatischer Kunst sowie zeitgenössischem Design.
Die Abteilung Graphische Sammlung bewahrt über 90.000 Zeichnungen, Aquarelle, Druckgrafik und Buchmalerei auf Papier und Pergament aus acht Jahrhunderten.
Der seit 2019 bestehende Sammlungsbereich Fotografie des Kunstpalasts umfasst rund 3500 fotografische Abzüge, die die Vielfalt des Mediums in ganzer Breite von den Anfängen bis heute auffächern. Beispiele der Reisefotografie des 19. Jahrhunderts, Fotografie des Piktorialismus, des Neuen Sehens und der Neuen Sachlichkeit der 1920er und 1930er Jahre sind ebenso im Bestand wie die Subjektive Fotografie der 1950er oder die Autorenfotografie der 1970er und 1980er Jahre.

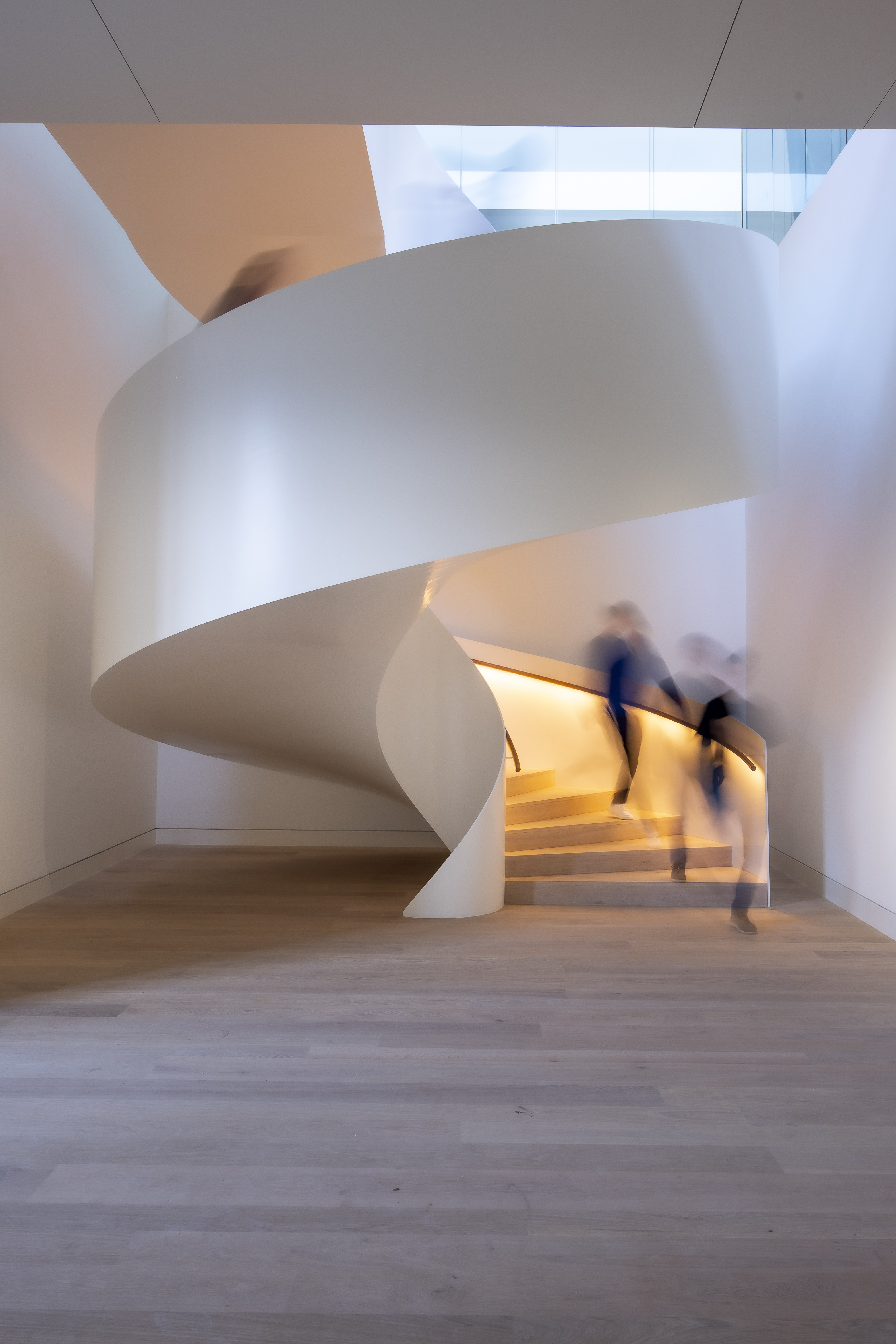
Neu gestalteter Treppenaufgang im Sammlungsbereich nach der Wiedereröffnung im November 2023

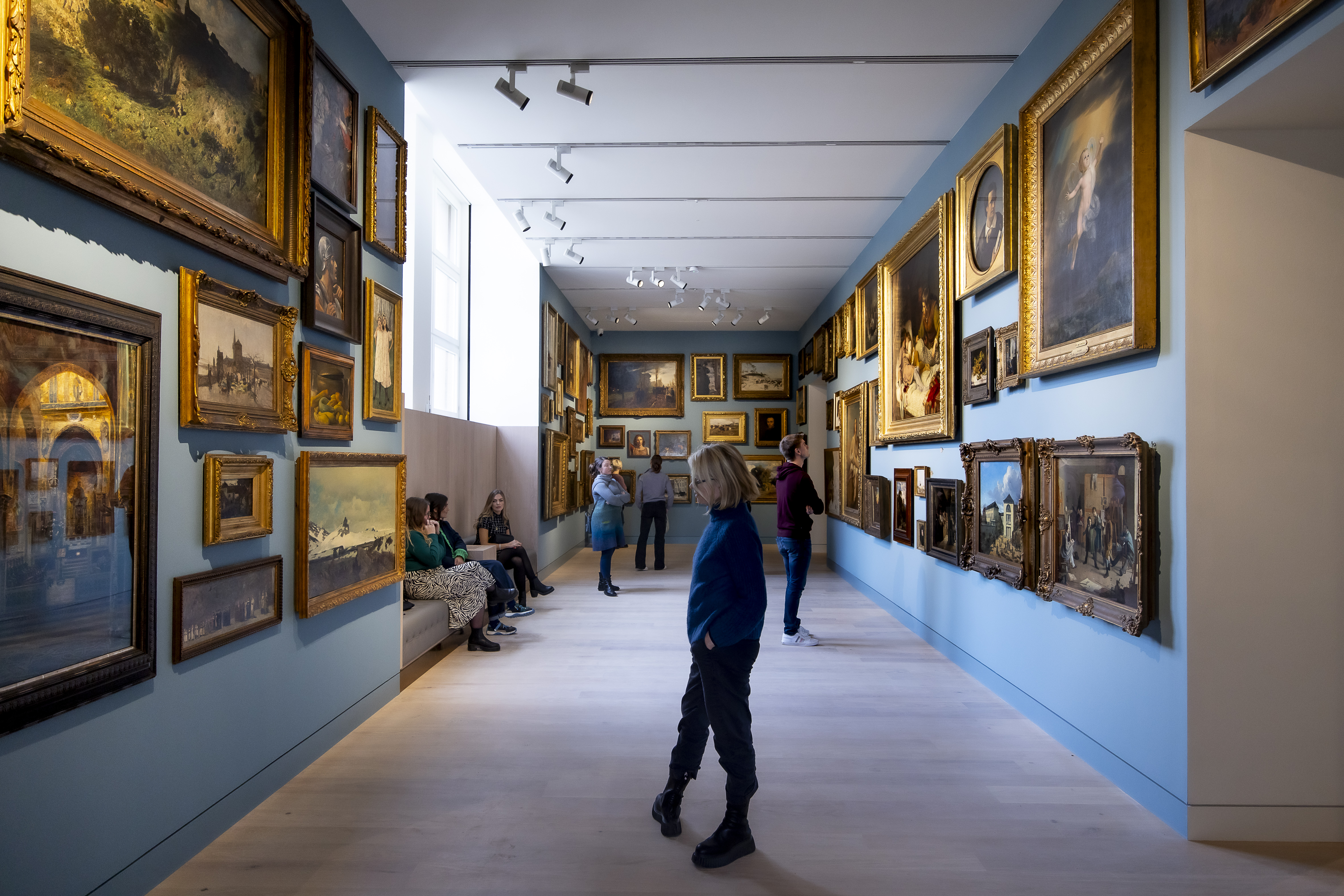
Blick in die Sammlung im neuen Kunstpalast, 2023

Vom altägyptischen Ohrschmuck bis zur zeitgenössischen Kunst, gefertigt aus Glas, reicht der Bestand des Glasmuseums Hentrich. Die Spezialsammlung zählt nicht nur zu der größten auf dem europäischen Kontinent, sondern bietet einen fast vollständigen Überblick zur Geschichte der Glaskunst mit besonderen Schwerpunkten auf Antike, Mittelalter, Renaissance bis 19. Jahrhundert, Jugendstil, die Jahre 1920 bis 1960, Glasdesign, Studioglas und zeitgenössische Kunst.

### Gemäldegalerie
Die Wurzeln des ersten Sammlungsbereiches der Gemäldegalerie liegen in der Kurfürstlichen Sammlung von Johann Wilhelm von der Pfalz begründet, der die kleine Sammlung, die er in Düsseldorf vorfand, mit seiner zweiten Frau, der Prinzessin Anna Maria Luisa de’ Medici, im 17. Jahrhundert erweiterte und durch großzügiges Mäzenatentum Künstler und Musiker an den Hof zog und die Stadt zu einer europäischen Kunstmetropole machte. Deren Porträtbüsten, geschaffen Anfang 1700 von Gabriel de Grupello, die ursprünglich den Eingang zur kurfürstlichen Gemäldegalerie flankierten, befinden sich heute als Dauerleihgabe der Kunstakademie in der Rubens-Galerie.
Die Sammlung gelangte jedoch 1805 durch Erbfolge nach München, wo sie heute zum Bestand der Alten Pinakothek zählt. Die Gemäldegalerie besitzt heute nur noch 50 Werke der Kurfürstlichen Sammlung. Drei dieser Werke gehören als Dauerleihgaben zum Museumsbestand: Himmelfahrt Mariä und Venus und Adonis von Peter Paul Rubens sowie Samson und Delila von Joos van Winghe. Als Entschädigung für den Verlust wurden 1846 dem Verein zur Errichtung einer Gemäldegalerie zu Düsseldorf 415 Gemälde, vor allem der Düsseldorfer Malerschule, aus den Depotbeständen der Königlichen Museen Breslau zugesprochen.
Werke der Renaissance zählen zu den ältesten der Sammlung (Cima da Conegliano, Giovanni Bellini, Lucas Cranach d. Ä.). Die flämische Barockmalerei ist durch rund 300 Werke von Rubens bis van Winghe prominent vertreten. Niederländische Meister des 17. Jahrhunderts sind mit wichtigen Werken präsent. Ein Konvolut hochwertiger Stillleben rundet den Bestand ab.
Zu den heutigen Sammlungsbeständen Alter Malerei gehört unter anderem Das ungleiche Paar von Lucas Cranach dem Älteren, ein moralisierendes Genrebild mit einer Darstellung des Lasters. Im Gegensatz dazu stellt die Allegorie Der Kuß von Gerechtigkeit und Friede eines Antwerpener Meisters die Tugend heraus. Mit dem Gemälde Landschaft mit Tobias und dem Engel von Jan van Scorel befindet sich ein bedeutendes Werk der Landschaftsmalerei in der Sammlung des Museums. Ein weiteres wichtiges Werk ist das Gemälde Mann mit brennender Kerze, das einem Nachfolger Godfried Schalckens zugeschrieben wird; es handelt sich um ein virtuoses Beispiel der einfigurigen Bildnis- und Genremalerei und weist ein außergewöhnliches Spiel von Licht und Schatten auf. Das Bild Tod der Kleopatra von Jean-Baptiste Regnault ist ein Beispiel für die französische Malerei des 18. Jahrhunderts mit dem Napoleonischen Klassizismus.
625 Dauerleihgaben der Akademie bereichern seit 1932 den Schwerpunkt der Gemälde des 15. bis 18. Jahrhunderts und bilden einen der Höhepunkte innerhalb der Sammlung. Einzigartig in Deutschland ist die Sammlung von 350 Ölskizzen römischer Meister des Barock. Innerhalb der venzianisch-norditalienischen Malerei des 18. Jahrhunderts sind Bernardo Bellotto und Francesco Guardi hervorzuheben. Klein, aber fein ist die Gruppe klassizistischer Gemälde mit Werken Jakob Philipp Hackerts, Henri Regnaults, Joseph Anton Kochs oder Angelika Kauffmanns.
Die Düsseldorfer Malerschule ist mit mehr als 1200 Gemälden, unter anderem von Künstlern wie Andreas Achenbach und Oswald Achenbach, Eduard Bendemann, Theodor Hildebrandt, Julius Hübner, Carl Friedrich Lessing, Wilhelm von Schadow, Karl Ferdinand Sohn oder Adolph Tidemand, in der Museumssammlung stark vertreten. Zu den bekanntesten Werken gehören Die alte Akademie von Andreas Achenbach, Das Wetterhorn von Johann Wilhelm Schirmer sowie Arbeiter vor dem Magistrat von Johann Peter Hasenclever. Bedeutende Arbeiten der Nazarener Peter von Cornelius, Friedrich Overbeck oder Julius Schnorr von Carolsfeld gehören ebenso zur Gemäldesammlung. Unter den Gemälden der Romantik bis zum Impressionismus geben Caspar David Friedrich mit dem Bild Das Kreuz im Gebirge sowie die Maler Carl Gustav Carus, Hans Dahl oder Ludwig Richter mit Frühlingsabend Einblicke in die Blütezeit der Dresdner Landschaftsmalerei.
Neben den Werken von der Biedermeierzeit bis zum Naturalismus sind auch die des Symbolismus mit Anselm Feuerbach, Hans von Marées oder Arnold Böcklin gut repräsentiert. Die Münchner Malerschule mit Carl Spitzweg oder Wilhelm Trübner steht im Dialog mit der Berliner Malerei von Carl Blechen, Adolph Menzel, Max Liebermann, Max Schlichting, Lovis Corinth und Max Slevogt.

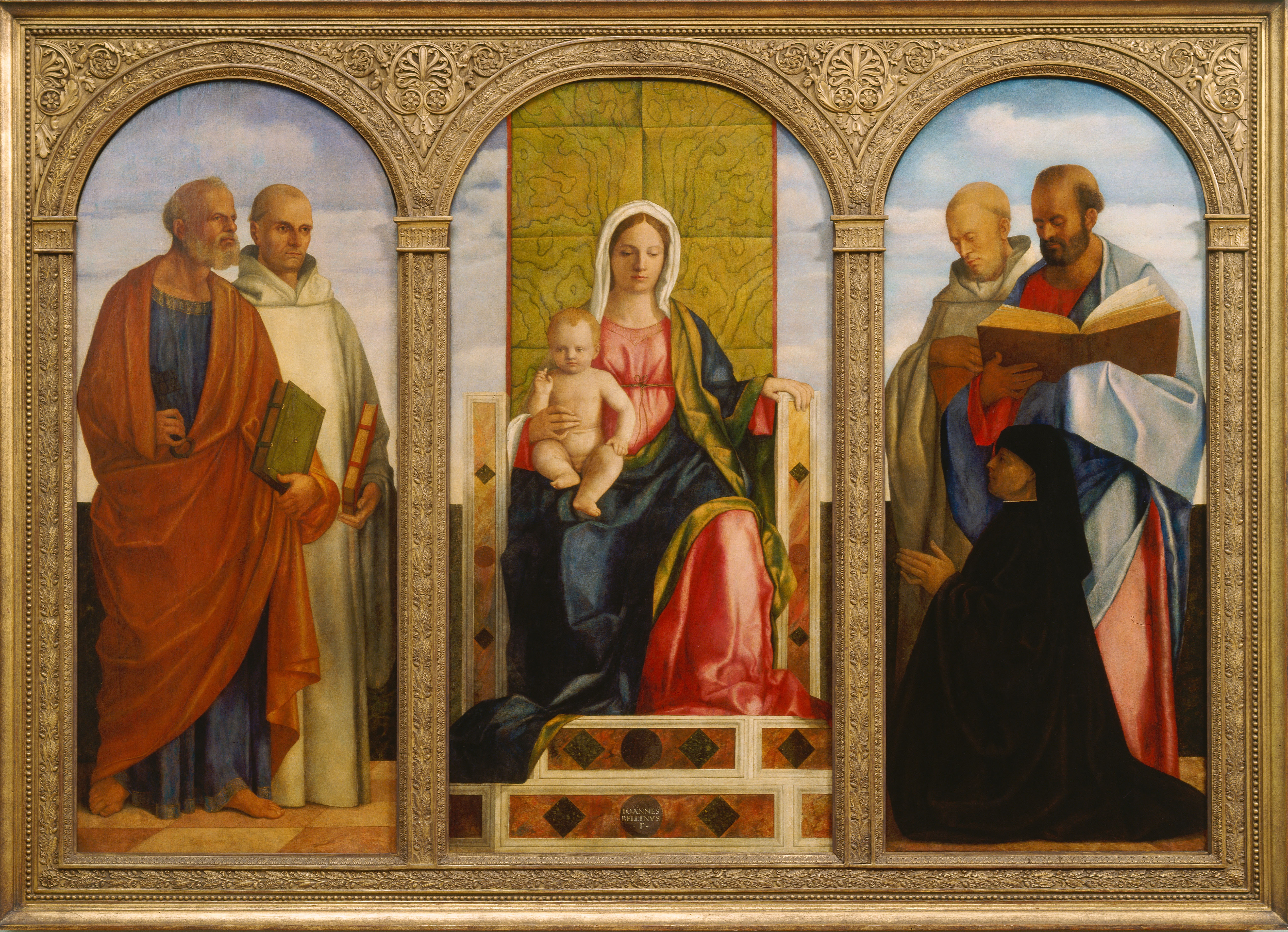
Giovanni Bellini und Werkstatt, Pala Priuli, 1505–1510. Dauerleihgabe der Kunstakademie Düsseldorf
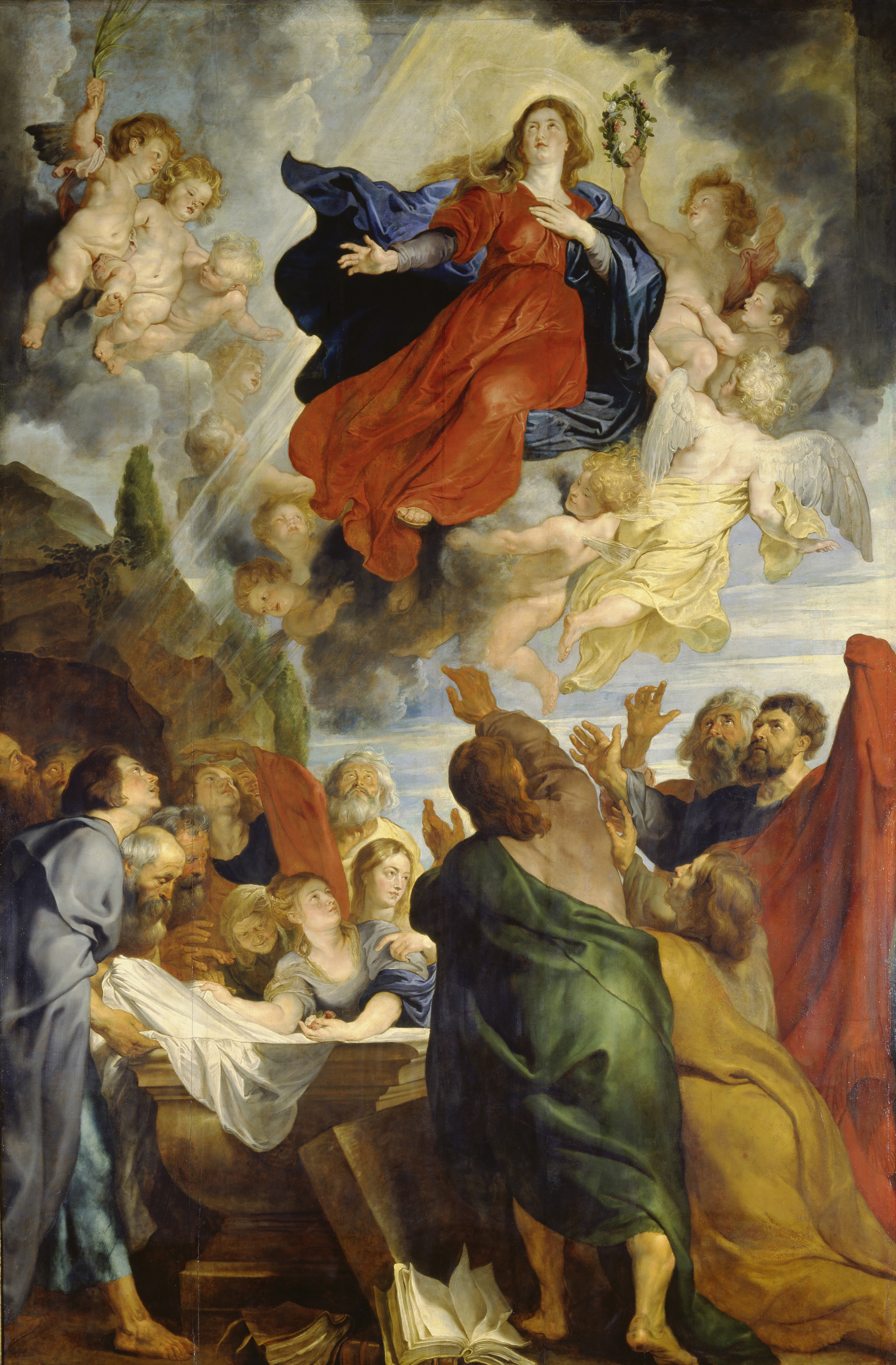
Peter Paul Rubens und Werkstatt, Die Himmelfahrt Mariae, um 1616–1618. Dauerleihgabe der Kunstakademie Düsseldorf
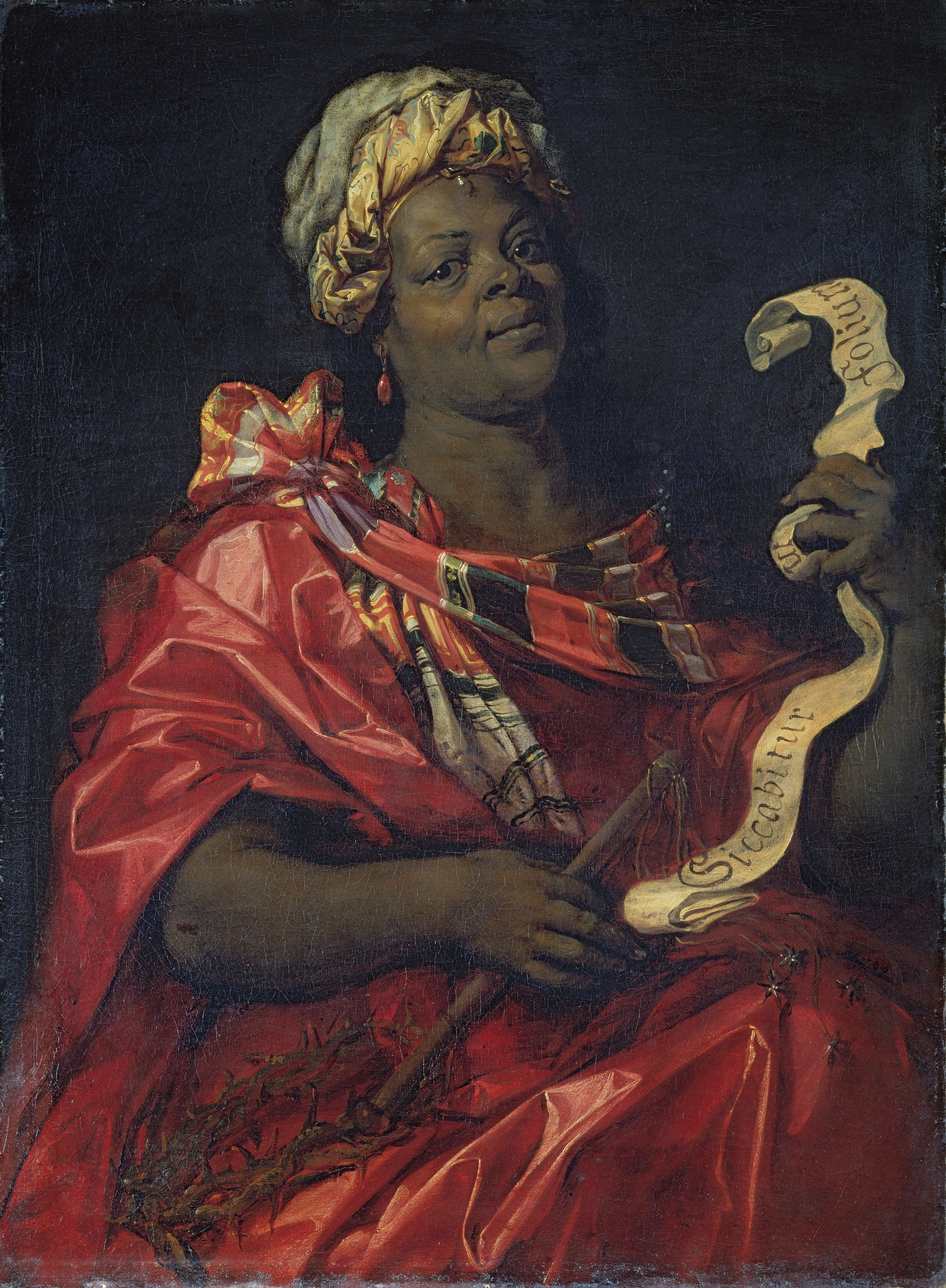
Jan van den Hoecke, Die Sibylla Agrippina, um 1630
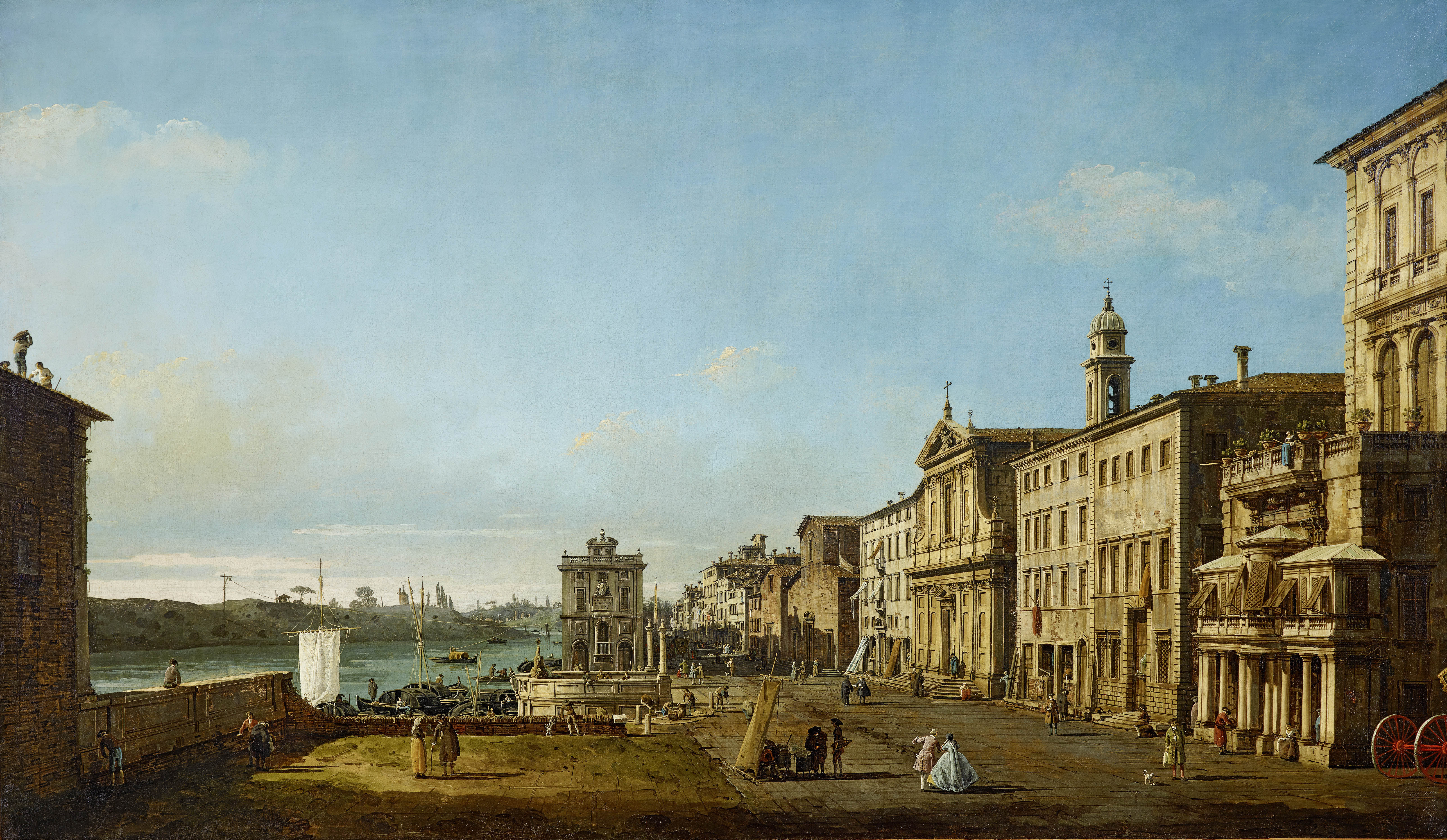
Bernardo Bellotto (Canaletto), Ansicht der Via di Ripetta in Rom, 1742–1744
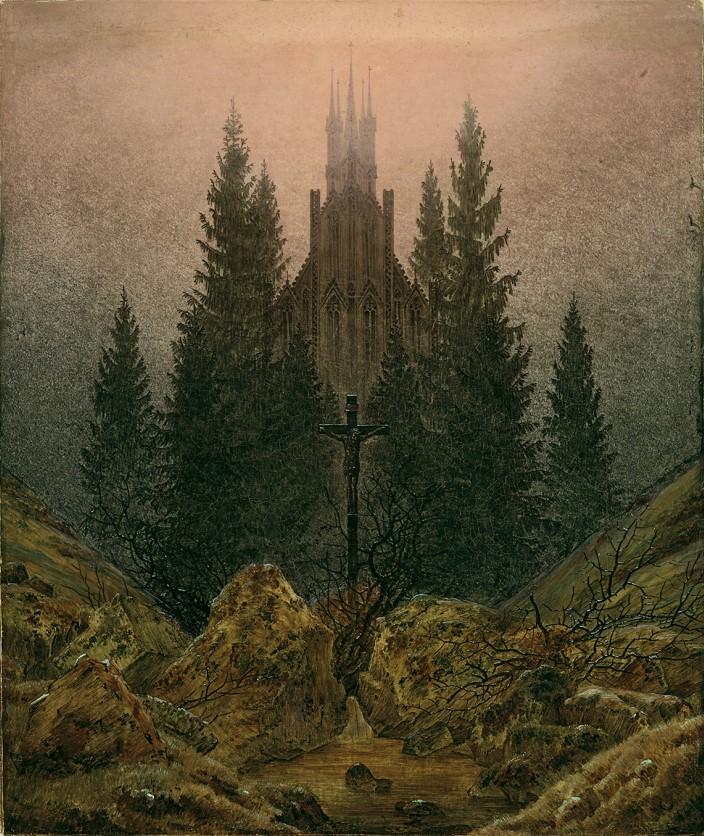
Caspar David Friedrich, Kreuz im Gebirge, um 1812
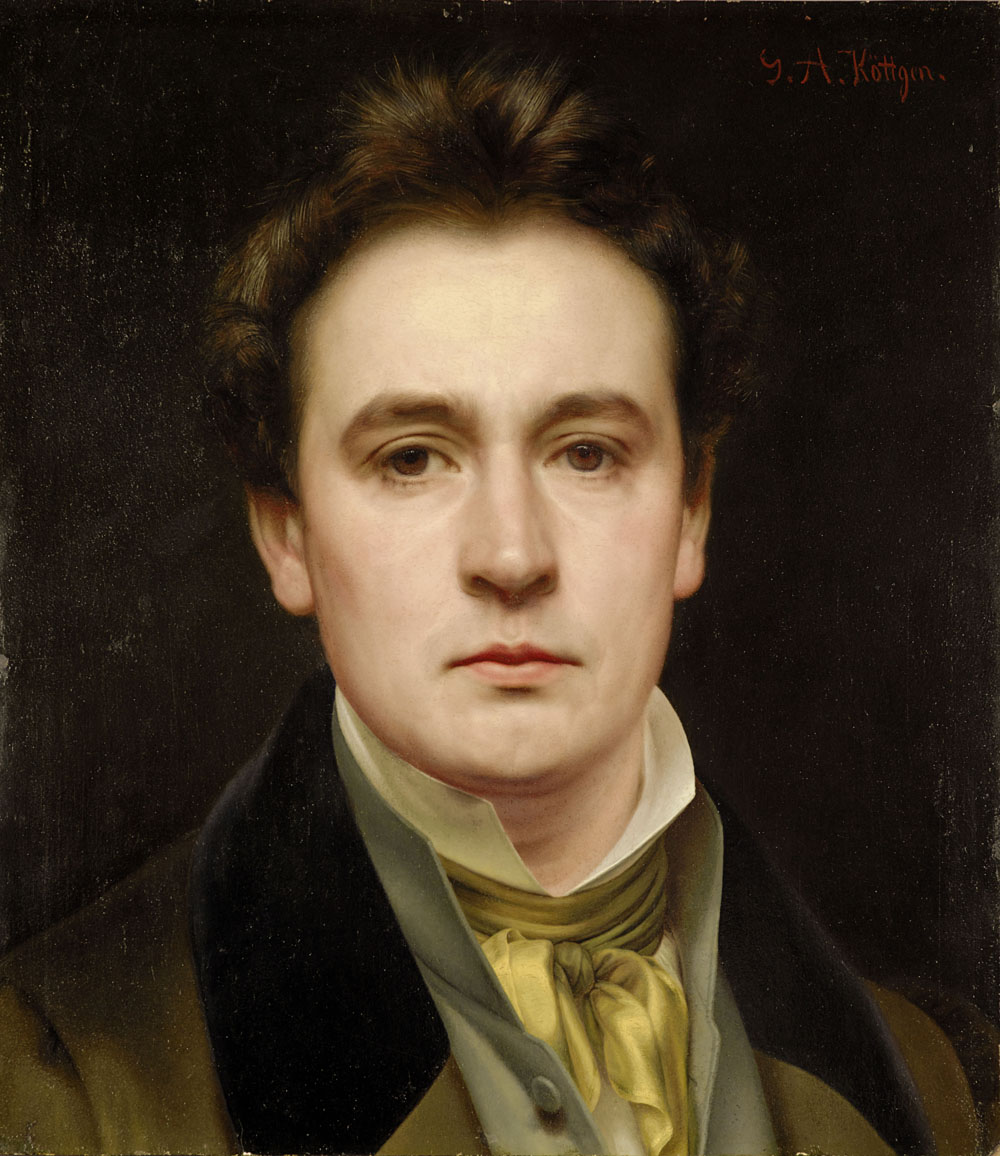
Gustav Adolf Koettgen, Selbstbildnis, um 1837

### Moderne Abteilung
Die Moderne Abteilung umfasst Gemälde, Skulpturen, Objektkunst und Werke aus dem Bereich Neuer Medien des gesamten 20. Jahrhunderts bis hin zur zeitgenössischen Kunst. Angeschlossen ist das Archiv künstlerischer Fotografie der rheinischen Kunstszene (AFORK). Die Malerei des Expressionismus, die Kunst des Sonderbunds, des Jungen Rheinlands, der Neuen Sachlichkeit sowie des Informel, die Kunst um die Gruppe ZERO, Joseph Beuys und seine Schüler sind wie auch die junge zeitgenössische Kunst mit herausragenden Beispielen vertreten. Zur Sammlung gehören Werke wie Stillende Mutter von Paula Modersohn-Becker aus dem Jahr 1902, vertreten ist die Malerei der Künstlergruppe Brücke mit Arbeiten von Ernst Ludwig Kirchner, Erich Heckel, Max Pechstein oder Emil Nolde, aber auch Der Blaue Reiter mit Werken wie Murnau (Landschaft mit Baumstamm) von Wassily Kandinsky aus dem Jahr 1909 und August Mackes Vier Mädchen von 1912. Walter Ophey, Gert Heinrich Wollheim, Otto Dix und Jankel Adler als Vertreter des Jungen Rheinlands sind mit Hauptwerken vertreten. Bedeutende Skulpturen der Klassischen Moderne von Ernst Barlach, Wilhelm Lehmbruck, Alexander Archipenko und Rudolf Belling ergänzen die Sammlung. Franz Marcs Gemälde Füchse aus dem Jahr 1913 befand sich bis 2022 in der Sammlung und wurde dann an die Erben des ehemaligen jüdischen Besitzers Kurt Grawi restituiert.
Wesentliche Bereiche der Kunst nach 1945 gelangten durch die großzügige Stiftung des Sammlers Willi Kemp in die Abteilung Moderne und sind durch das Informel mit Karl Karl Otto Götz, Peter Brüning, Gerhard Hoehme, Winfred Gaul und der Gruppe ZERO mit Heinz Mack, Otto Piene, Günther Uecker markiert. Zur Sammlung des Kunstpalasts gehört die ZERO-Rauminstallation Lichtraum. Hommage à Fontana, 1964. Ein umfangreicher Bestand an Werken der Farbfeldmalerei und der Op-Art ist mit wichtigen internationalen Positionen von Künstlern wie Frank Stella, Kenneth Noland, Ellsworth Kelly, Bridget Riley, Jesús Rafael Soto und Almir Mavignier belegt.
Vertreter der Nouveau Réalisme wie Arman und César Baldaccini, Popkünstler wie Roy Lichtenstein und Andy Warhol sind ebenso Teil der Sammlung wie die der Düsseldorf Kunstakademie entwachsenen Künstler, zu denen Konrad Klapheck, Gerhard Richter, Ulrike Rosenbach, Reiner Ruthenbeck, Joseph Beuys, Blinky Palermo und Katharina Sieverding gehören.
Eine Besonderheit in der Sammlung des Kunstpalasts sind die Exponate aus dem legendären, von verschiedenen Künstlern wie Heinz Mack, Günther Uecker, Nam June Paik ausgestatteten Düsseldorfer Club Creamcheese und dem von Daniel Spoerri gegründeten Eat-Art-Restaurant.
Die Arbeiten der Sammlung Moderne Kunst reichen bis in die unmittelbare Gegenwart: Werke von Laurie Anderson, Nicole Eisenman, Manuel Graf, Katharina Grosse, Hans-Peter Feldmann, Thomas Schütte und Tal R dokumentieren die Vielfalt der Sammlung, die mit besonderer Berücksichtigung der in Düsseldorf aktiven Kunstszene weiter entwickelt wird. Beispiele für Werke der jüngeren Kunst mit Düsseldorfer Bezug sind Razzia in der Kiefernstrasse von Bertram Jesdinsky aus dem Jahr 1987 sowie die Installation Portable City: Düsseldorf, 2012, von Yin Xiuzhen.

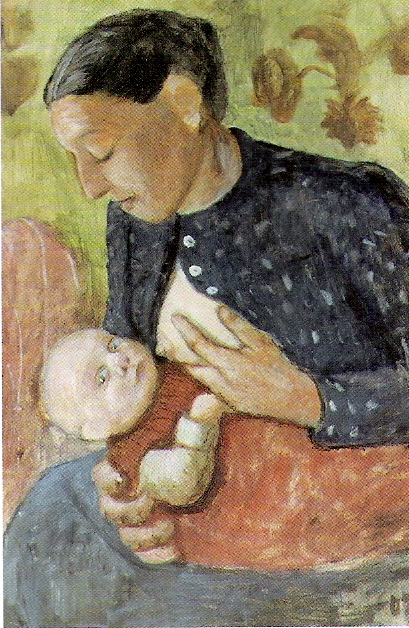
Stillende Mutter von Paula Modersohn-Becker
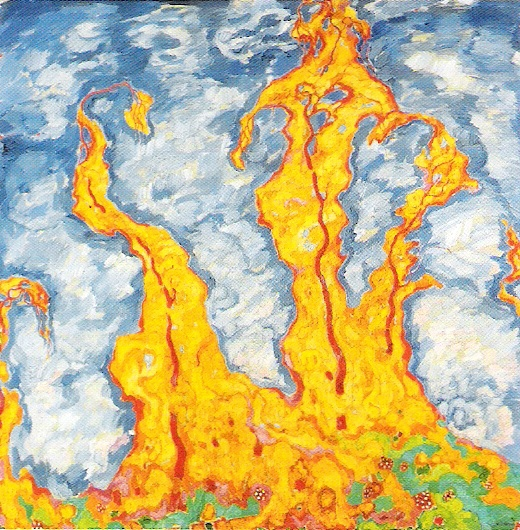
Herbstrausch (Bacchanal) von Walter Ophey
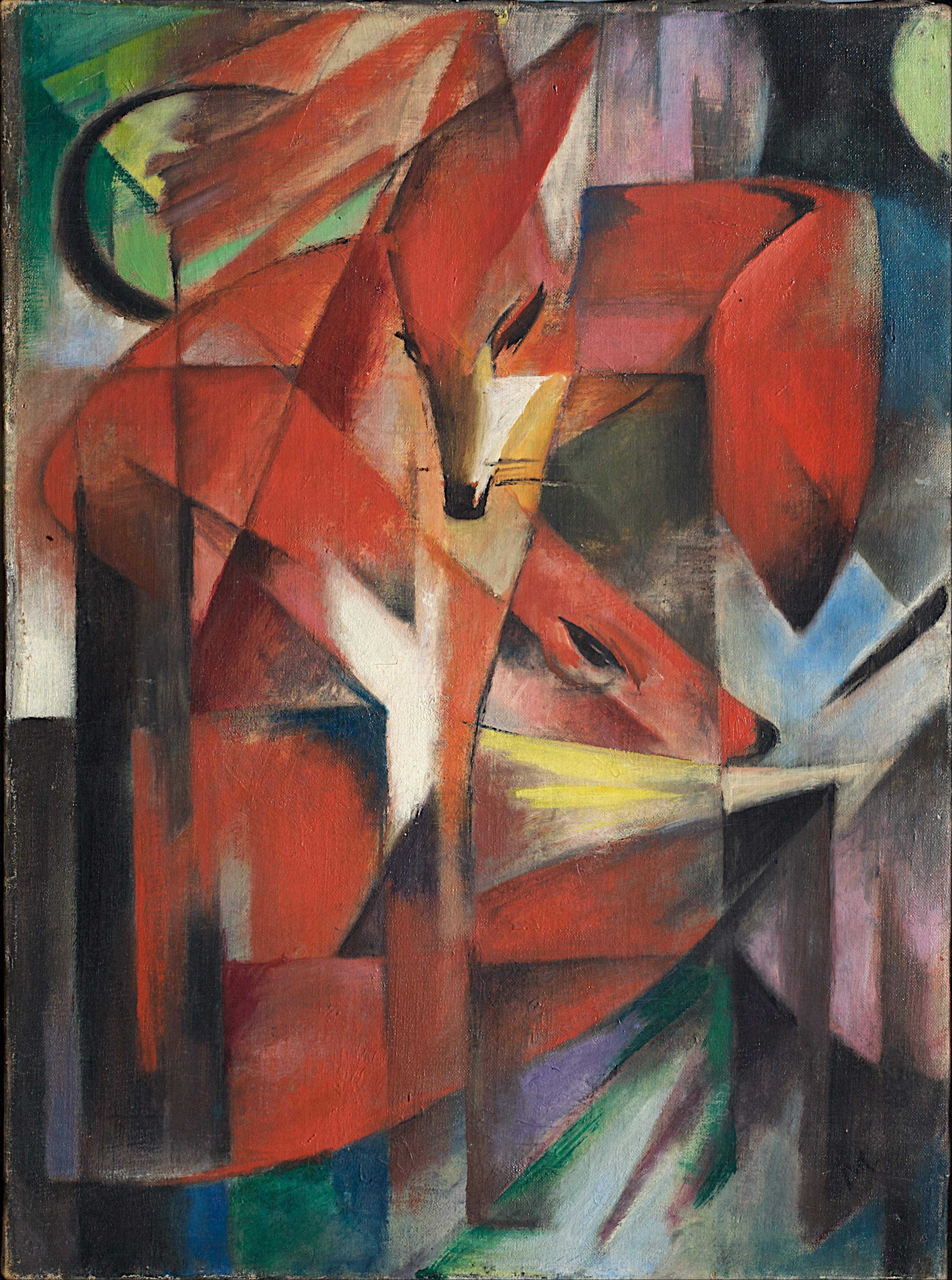
Die Füchse von Franz Marc (in der Sammlung bis 2022, restituiert)
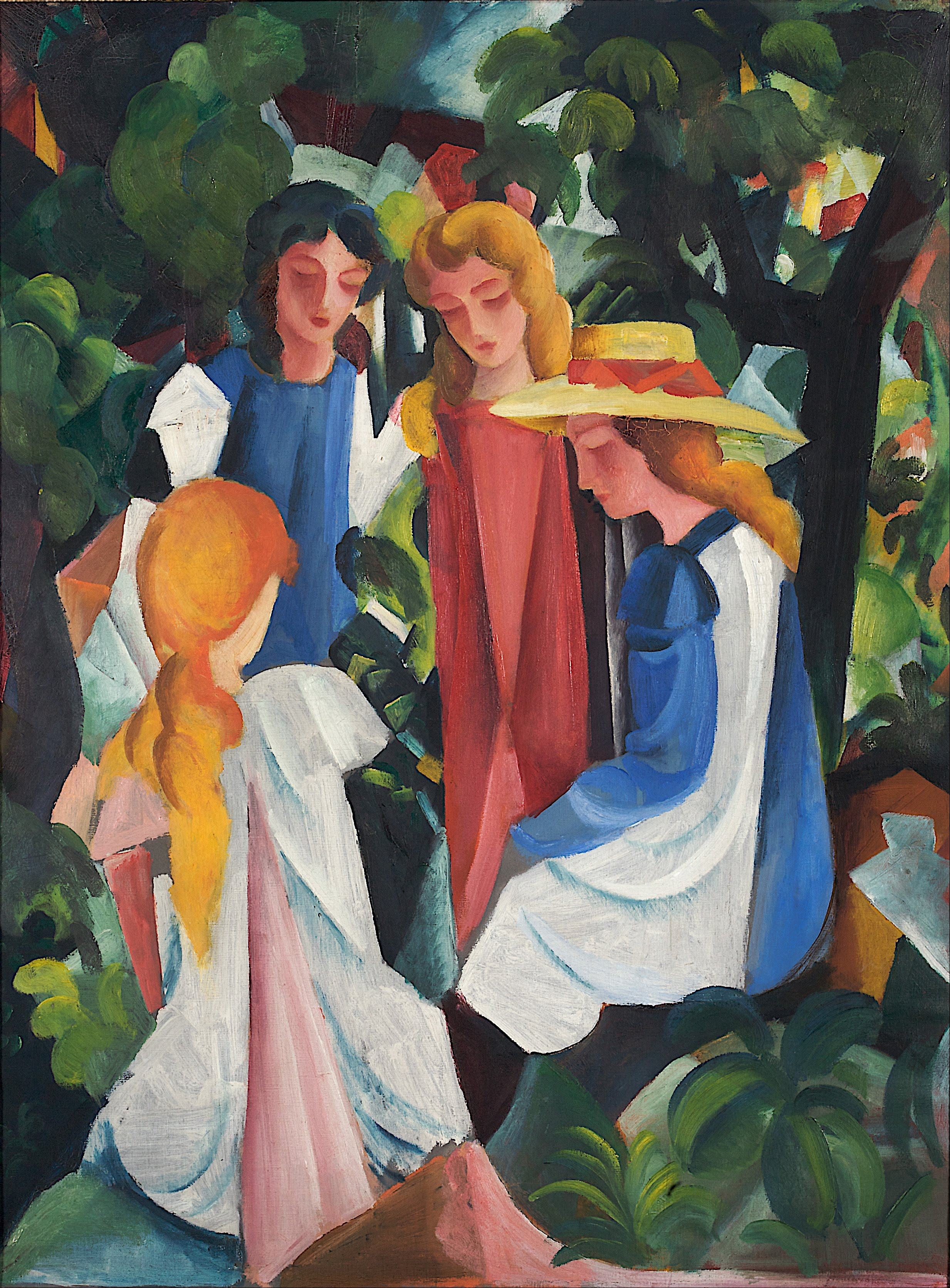
Vier Mädchen von August Macke

### Skulptur und Angewandte Kunst
Die Sammlung von Skulpturen und Kunsthandwerk basiert auf der Sammlung des Kunstgewerbemuseums Düsseldorf. Beim weiteren Ausbau der Sammlung wurde ein Schwerpunkt auf die Plastik des Mittelalters gelegt. So wurden 1929 hochrangige mittelalterliche Bildwerke aus der Sammlung Hohenzollern-Sigmaringen erworben und in den 1930er Jahren weitere Werke angekauft. Aus aufgelösten Privatsammlungen stammen Skulpturen wie die Oertel-Madonna eines unbekannten Meisters oder der Heilige Christopherus des Meisters von Ottobeuren, beides bedeutende Werke der süddeutschen Spätgotik. Ebenso wurden niederrheinische und niederländische Plastiken gesammelt. Nach dem Zweiten Weltkrieg wurden weniger Werke angekauft, jedoch gab es vermehrt Schenkungen und Leihgaben. So gelangten mit der Sammlung M. J. Binder Kleinplastiken und Skulpturen aus Spätgotik, Renaissance und Barock in die Museumssammlung.
Die Sammlung umfasst bedeutende Madonnen-Darstellungen wie die Regensburger Madonna, in der die künstlerische Darstellung der menschlichen Annäherung und Zwiesprache zwischen Maria und dem Jesuskind in den Vordergrund tritt. Zudem enthält die Sammlung eine Schöne Madonna aus der Epoche der internationalen Gotik Ende des 14. Jahrhunderts vom Salzburger Hof. Neben diesen Skulpturen umfasst die Sammlung jedoch auch Werke wie den Dreikönigsaltar aus dem Jahr 1516 vom Oberrhein oder die Kupfertafel Prophet Ezechiel aus Hildesheim, die zwischen 1160 und 1180 entstand. Dieses Täfelchen ist ein Beispiel der mittelalterlichen Schmelztechnik und steht in Verbindung zu Werken, die unter anderem in St. Petersburg und im Louvre gezeigt werden. Die Gestaltung ist, wie in der Romanik üblich, streng formal und knüpft an die Buchmalerei an.
Der Sammlungsbestand von Werken der Renaissance umfasst eine größere Kollektion italienischer Bronzen wie Judith mit dem Haupt des Holofernes von Alessandro Vittoria. Aus derselben Epoche stammen die zwei Nussbaumfiguren Adam und Eva aus Süddeutschland oder den südlichen Niederlanden, die mit ihrem anatomischen Aufbau den für die Hochrenaissance typischen Formenkanon bereits in Frage stellen. Die beiden Figuren stehen mit ihrer Gestik und Blickrichtung miteinander in Beziehung. Der Schwerpunkt der Barocksammlung bildet die 1932 übernommene Akademiesammlung, die unter anderem eine Gruppe von Skulpturen des Hofbildhauers Gabriel de Grupello enthält. Daneben werden vor allem Werke der süddeutschen Barockplastik gezeigt.
Ein Teil der Bestände gelangte 1928 in das damalige Kunstmuseum (den heutigen Kunstpalast), darunter eine vielseitige Möbel-, Orient- und Asiatika-Sammlung sowie eine beachtliche Anzahl an Metallobjekten zur christlichen Liturgie und zur Tafelkultur. Ein besonders herausragendes Stück ist eine Kuß- und Paxtafel aus gegossenem Silber, die vom Anfang des 17. Jahrhunderts aus Antwerpen stammt. Im Gegensatz zu den sonst dargestellten Leiden Christi enthält die Düsseldorfer Tafel die Wandlungs-Worte Jesu beim Abendmahl.
Zur Sammlung gehören auch Holz- und Lederarbeiten ebenso wie eine umfangreiche Vorbildersammlung von Textilien.
Die Sammlung islamischen Kunsthandwerks des Kunstpalasts geht zurück auf den ersten Direktor des Kunstgewerbemuseums, Heinrich Frauberger (1845–1920), der in den 1880er und 1890er Jahren diesen Bereich systematisch durch den Erwerb von Handschriften, Miniaturen, Koraneinbänden, Textilien, Metall-, Holz- und Keramikobjekten aufbaute.
Der Bestand japanischer Kunst, zu dem eine Sammlung von 88 Tsuba der Sammlung Georg Oeder (1846–1931) gehört, wurde 2004 durch eine Schenkung von Bruno Werkelmann (1920–2010) mit einer über 1000 Objekte umfassende historische Kollektion von Netsuke des 17. bis 20. Jahrhunderts erweitert.
In den vergangenen Jahrzehnten wurde der Sammlungsbereich Skulptur und Angewandte Kunst um den Bereich Design ergänzt.

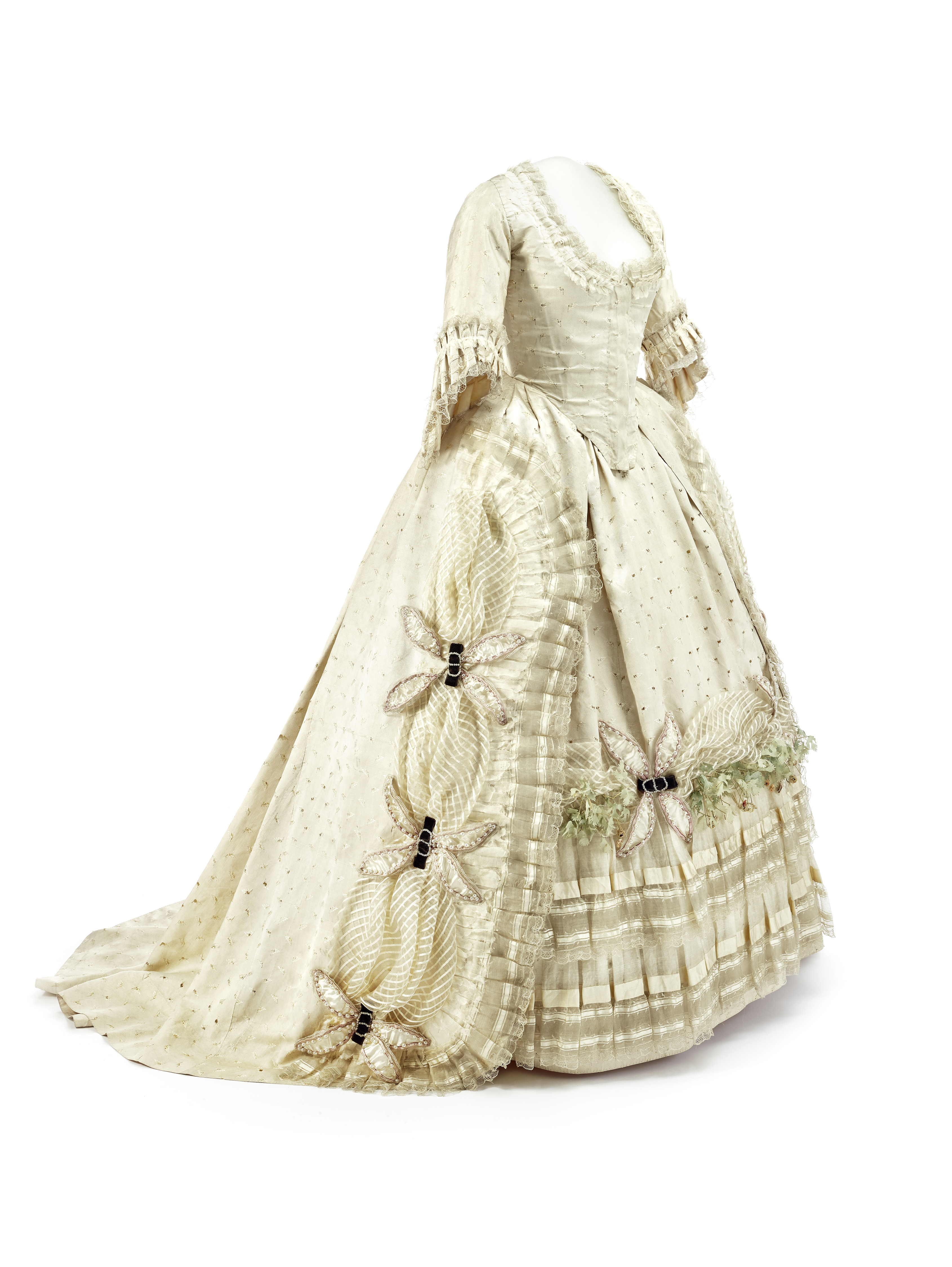
Rokoko Kleid, um 1750, Foto: Kunstpalast - LVR-ZMB - Annette Hiller - ARTOTHEK
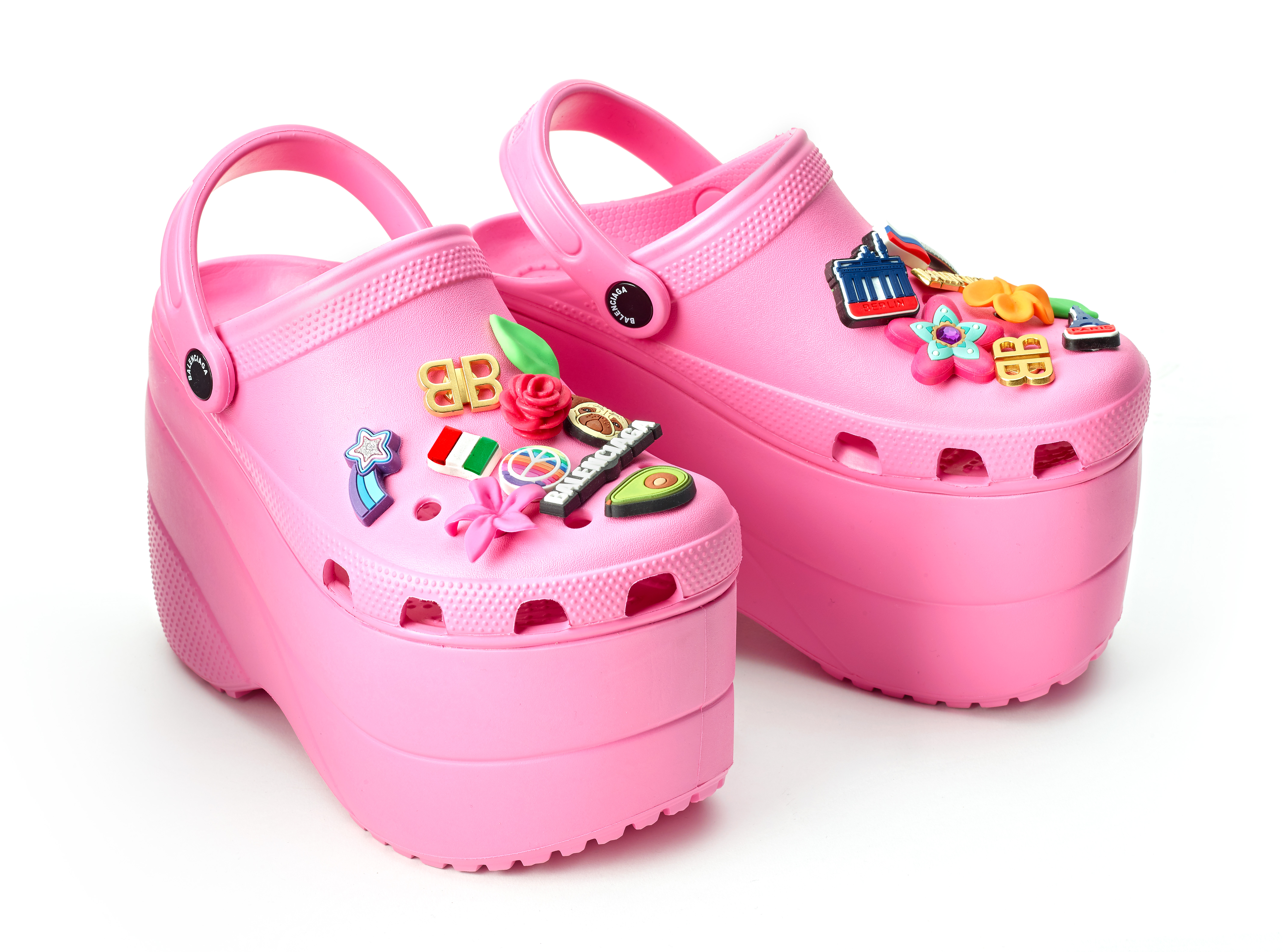
Balenciaga gegründet 1917, Crocs 2018, Foto: LVR ZMB Annette Hiller ARTOTHEK
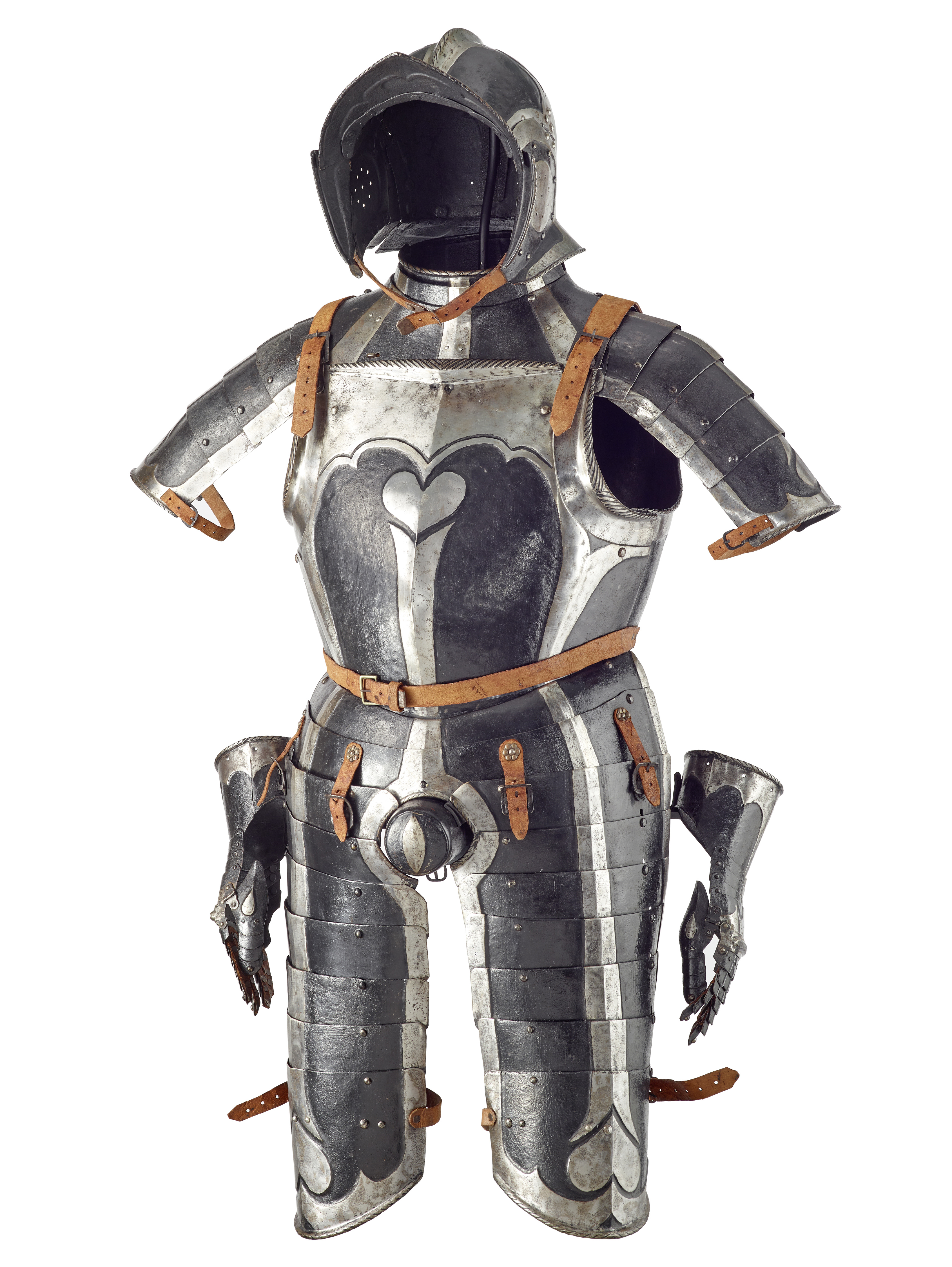
Offiziers-Halbharnisch mit Herzdekor, um 1540/50. Entstehungsort: Nürnberg, Foto: Kunstpalast - LVR-ZMB - Annette Hiller - ARTOTHEK

### Graphische Sammlung
Die Graphische Sammlung umfasst 70.000 Zeichnungen und Druckgraphiken vom 15. bis zum 21. Jahrhundert. Sie beinhaltet Werke aus allen bedeutenden europäischen Kunstlandschaften. Mit ihrem Bestand an italienischen Barockzeichnungen zählt sie neben dem Louvre, der Albertina, Windsor Castle und der Farnesina zu den wichtigen Referenzsammlungen.
Den Kern der Sammlung bildet die 14.000 Zeichnungen umfassende Sammlung der Kunstakademie Düsseldorf, die sich seit 1932 als Dauerleihgabe im Museum befindet. Diese Sammlung war von Lambert Krahe aufgebaut worden; 1778 verkaufte er sie an die Bergischen Landstände, die sie der Akademie zu Studienzwecken übereigneten. Sie bietet einen Überblick über die Zeichenkunst in Deutschland vom 16. bis zum 18. Jahrhundert. Darunter befinden sich mit einer Verklärung Christi eines von nur zehn bekannten Blättern mit szenischem Inhalt von Hermann tom Ring sowie Arbeiten von Christoph Schwartz und Carl Loth. Mit der Zeichnung Susanna im Bade von Albrecht Altdorfer enthält die Sammlung den einzigen bildmäßig ausgeführten Gesamtentwurf zu einem seiner Gemälde. Daneben sind Zeichnungen aus dem 16. und 17. Jahrhundert aus den Niederlanden Bestandteile der Sammlung. Unter ihnen befindet sich beispielsweise der allegorische Holzschnitt Herkules tötet Cacus von Hendrick Goltzius und die Genreszene Die Neugierigen von Leonaert Bramer, die eine Gruppe von Menschen zeigt, die durch ein Schlüsselloch späht. Zu den französischen Zeichnungen gehören mit 40 Blatt die umfassendste Gruppe von Landschaftszeichnungen Gaspard Dughets sowie eine Gruppe von Kreidezeichnungen Jean Charles Frontiers. Werke der Professoren der Kunstakademie und der Künstler der Düsseldorfer Malerschule sind ebenfalls Bestandteil der Sammlung.

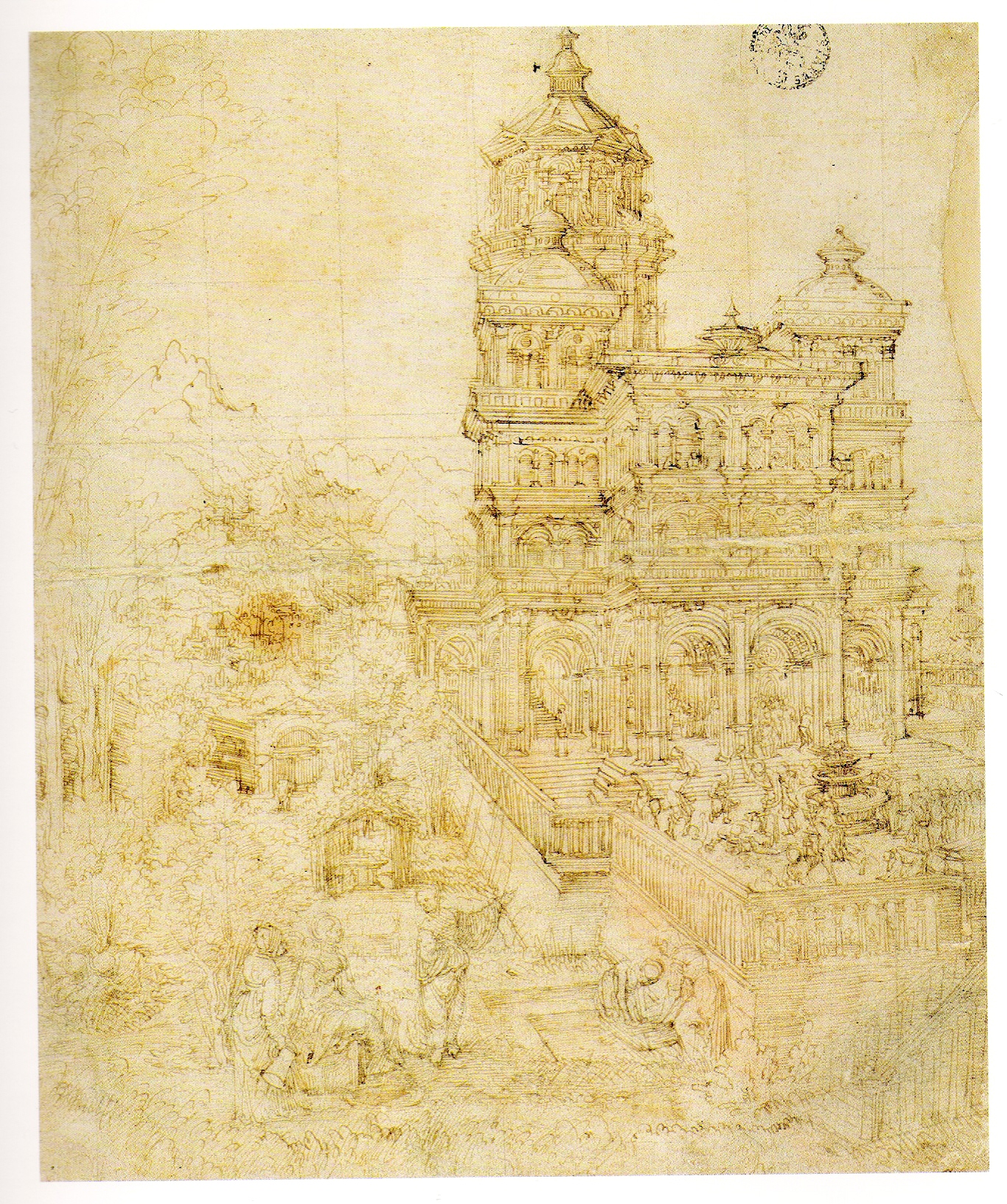
Gesamtskizze Susanna im Bade von Albrecht Altdorfer
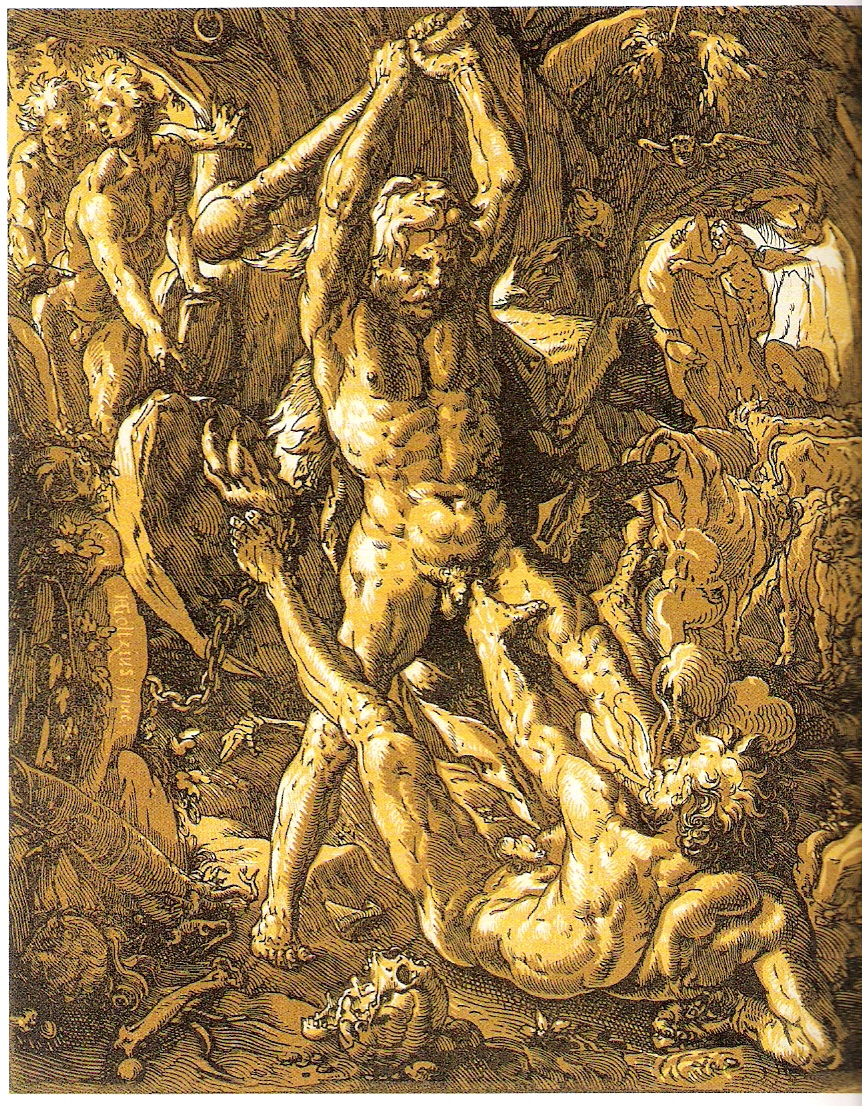
Herkules tötet Cacus von Hendrick Goltzius
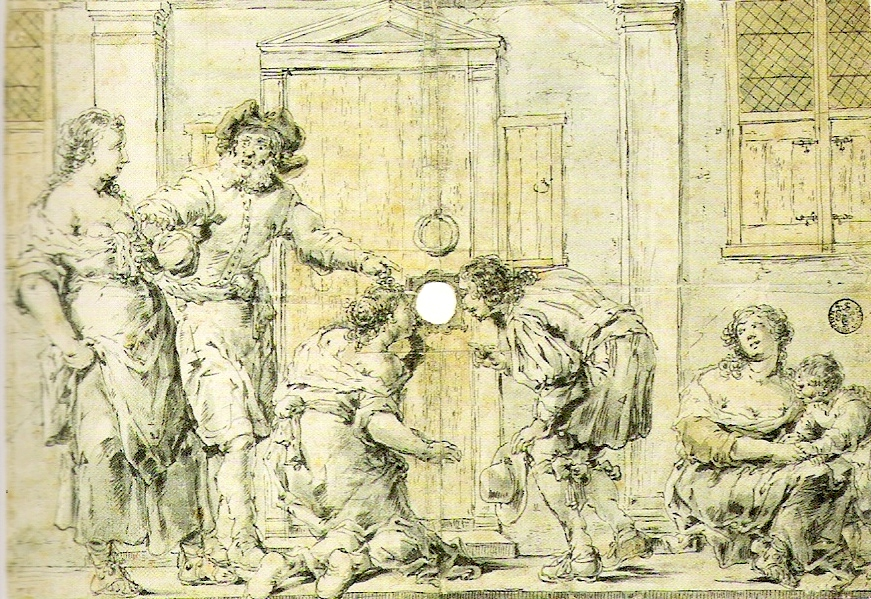
Die Neugierigen von Leonaert Bramer

Der bedeutendste Teil der Sammlung der Kunstakademie besteht aus den italienischen Zeichnungen. Sie stammen unter anderem von Domenico Campagnola, Bartolomeo Passarotti, Andrea del Sarto, Federico Barocci und Luca Cambiaso sowie so bekannten Künstlern wie Michelangelo, Paolo Veronese, Perugino, Giorgio Vasari und Raffael. Werke der Sammlung sind unter anderem das Bildnis eines jungen Mannes von Lorenzo di Credi. Besondere Berühmtheit besitzen aber die Werke des Römischen Barocks, von dessen Künstlern das Museum zum Teil mehrere hundert Zeichnungen besitzt. So werden zum Beispiel einige Studien und Skizzen für eine Figur des Heiligen Longinus und die Zeichnung Grotesker Kopf von Gian Lorenzo Bernini gezeigt, von Pietro da Cortona die Zeichnung Thronende Madonna mit Kind, Johannes dem Täufer und dem Heiligen Stefan. Von Giuseppe Passeri befinden sich 1000 Zeichnungen wie der Kompositionsentwurf für das Fresko Rückkehr Jasons aus Kolchis in der Sammlung.

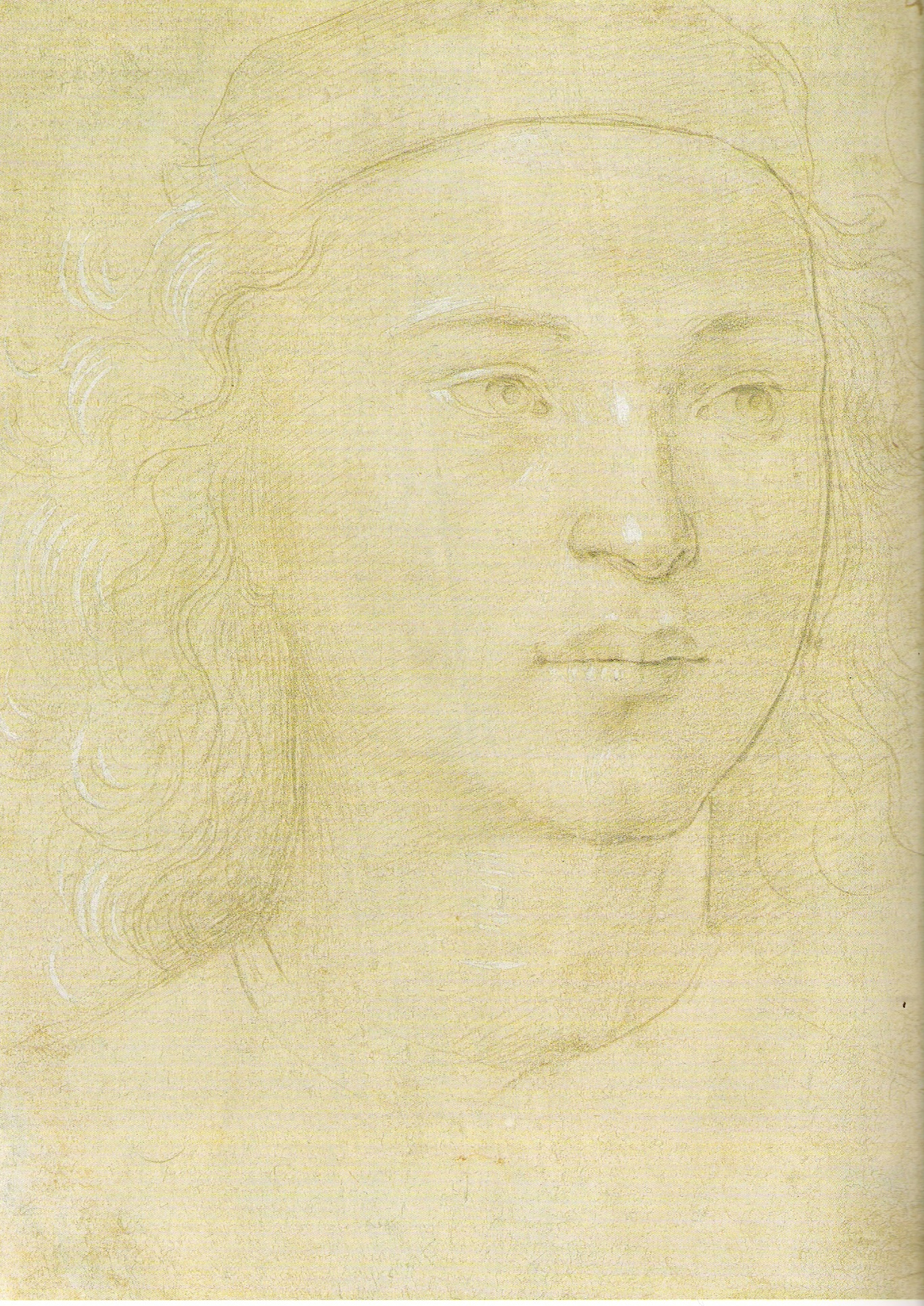
Bildnis eines jungen Mannes von Lorenzo di Credi
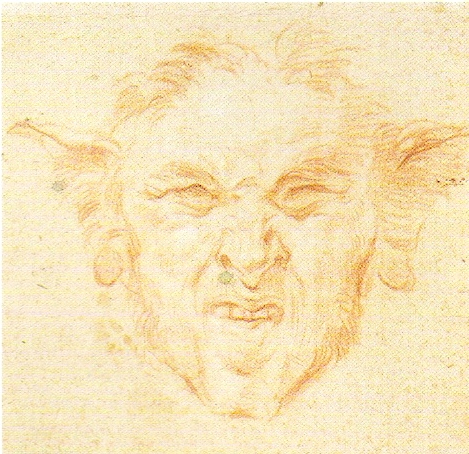
Grotesker Kopf von Gian Lorenzo Bernini
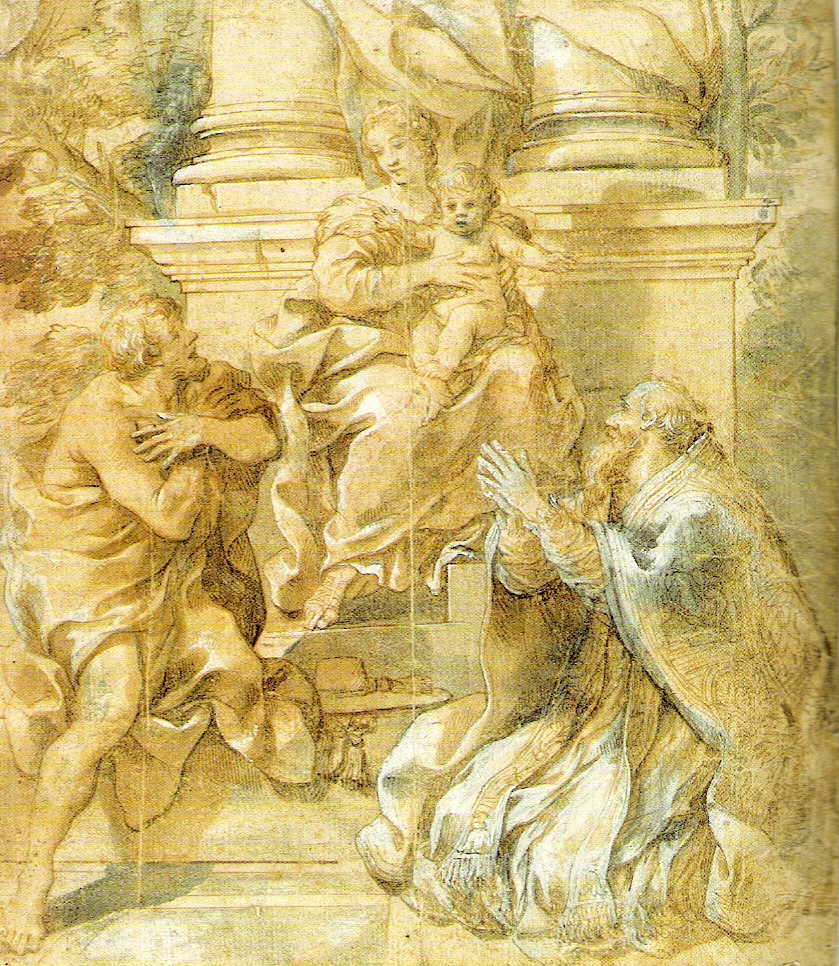
Thronende Madonna mit Kind, Johannes dem Täufer und dem Hl. Stefan von Pietro da Cortona

Ein weiterer Teil der Sammlung des Museums stammt aus dem 1926 aufgelösten Kunstgewerbemuseum. Er umfasst vor allem Porträt- und Ornamentstiche, aber auch vier Radierungen von Juste de Juste. Diese zeigen bizarre Pyramiden von Männern und haben keinen auf ihren Zweck ausgerichteten, sondern experimentellen Charakter. Die Graphische Sammlung wurde 1928 mit zahlreichen bedeutenden Blättern des 15. bis 18. Jahrhunderts aus der Sammlung von Laurenz Heinrich Hetjens ergänzt, zu denen auch Hendrick Goltzius’ Holzschnitt Clair-obscur, auf dem eine der Heraklestatuen zu sehen ist, gehört. Weiterhin wurde die Sammlung um Werke von Künstlern ergänzt, die im 19. Jahrhundert in Düsseldorf studiert hatten. Trotz des Schwerpunktes der Sammlung von Zeichnungen des 19. Jahrhunderts der Düsseldorfer Malerschule wurden aber auch Zeichnungen von Caspar David Friedrich, Karl Friedrich Schinkel und Adolph Menzel erworben.
Auch Zeichnungen des 20. Jahrhunderts wurden seit Bestehen des Museums gesammelt, aber durch die Verfolgung von entarteter Kunst der Nationalsozialisten gingen mehr als 500 graphische Arbeiten verloren. 1964 erbte das Museum von einem Düsseldorfer Bürger Drucke und Aquarelle des Expressionismus, unter anderem von Ernst Ludwig Kirchner, August Macke und Wassily Kandinsky. Zudem sind Werke der Klassischen Moderne von Max Ernst, Lyonel Feininger und Paul Klee Bestandteil der Sammlung, wie auch Max Beckmanns Vorzeichnungen für das Gemälde Die Nacht. Im Jahr 1999 wurden 10 Grafiken der ungarischen Künstlerin Ilka Gedő erworben. Mit über 560 Lithografien, Holzschnitten und Radierungen besitzt die Sammlung einen Großteil der druckgraphischen Werke Conrad Felixmüllers, ebenso befinden sich rund 2000 Werke Walter Opheys im Besitz des Museums.

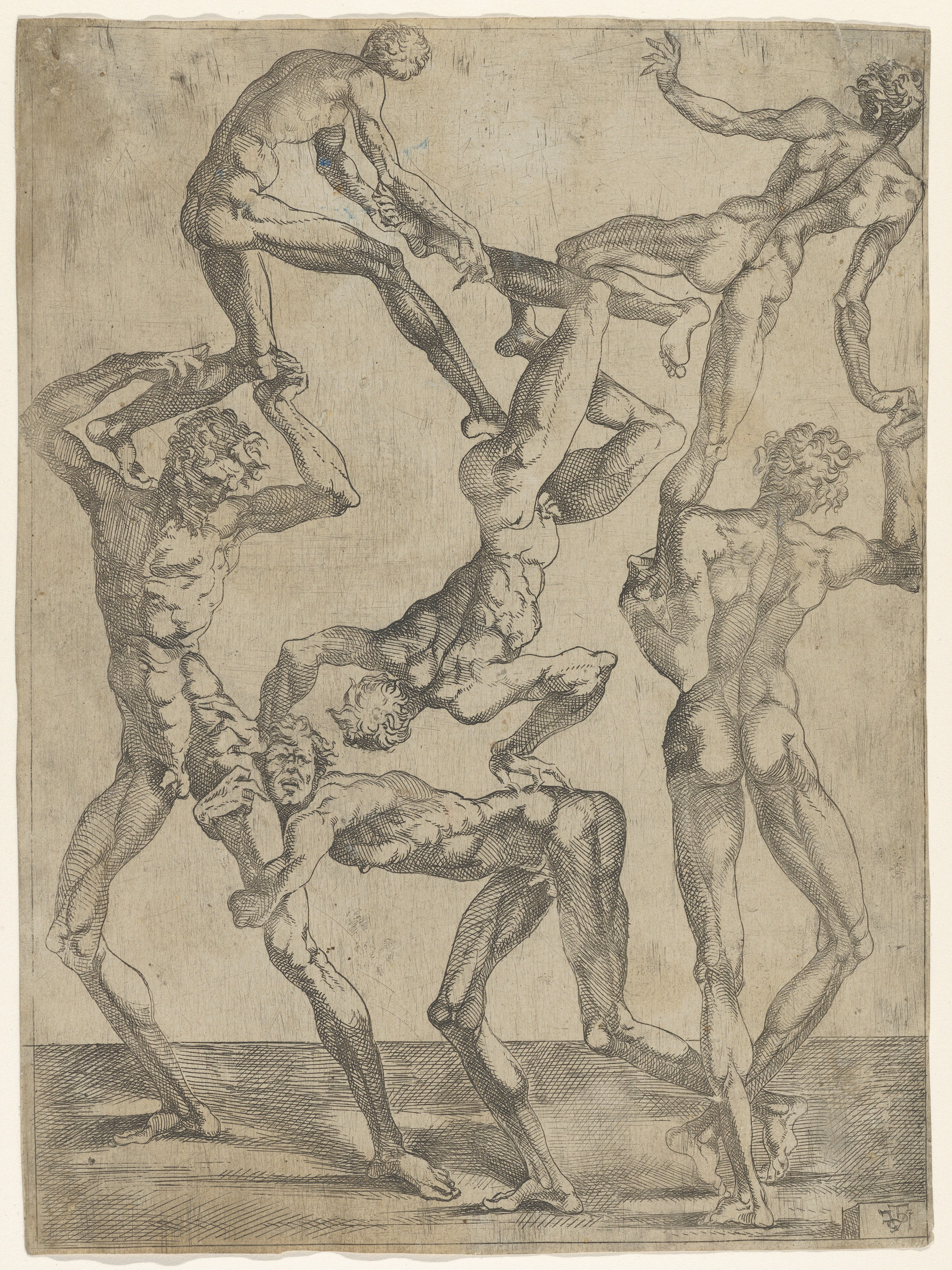
Pyramide aus sechs Männern von Juste de Juste
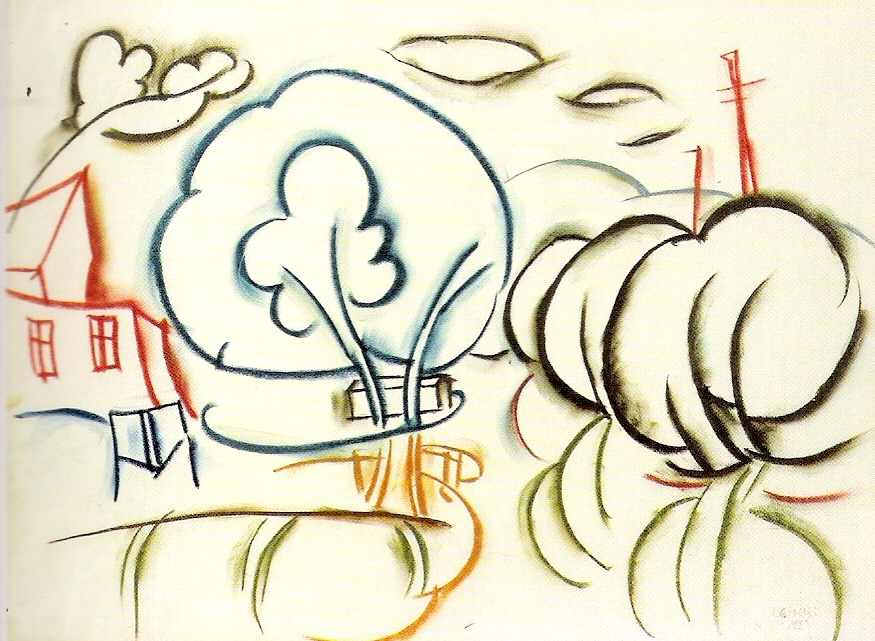
Haus und Bäume von Walter Ophey
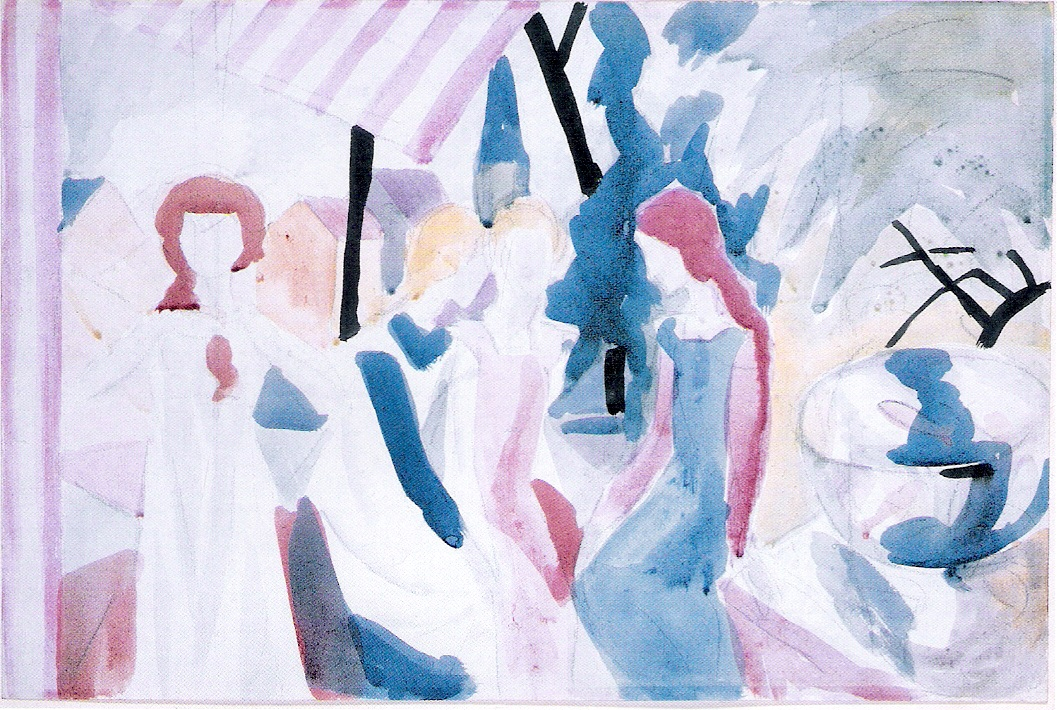
Vier Mädchen auf einer Altane von August Macke
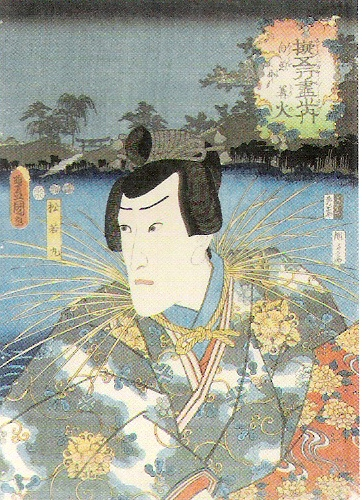
Ichikawa Danjūrō VIII. als Matsuwakamaru, 1852, von Kunisada

Neben der europäischen Kunst beinhaltet die Sammlung seit vielen Jahren einen kleinen Bestand japanischer Kunst. Dank der Schenkung von Hans Lühdorf (1910–1983) konnte die Sammlung nicht nur mit expressionistischer Druckgrafik, sondern auch mit einer mehr als 400 Blatt umfassenden japanischen Farbholzschnittsammlung des 19. Jahrhunderts, überwiegend von Künstlern der Utagawa-Schule sowie von Kunisada und Kuniyoshi, ergänzt werden. Eine weitere bedeutende Schenkung erhielt die Sammlung von Wolfgang Hanck (* 1939), die in den Techniken breit gefächert sowohl die Entwicklung der Zeichnung und Grafik in den 1980er und 1990er Jahren als auch die Reflexion zeit- und gesellschaftskritischer Themen „auf Papier“ widerspiegelt. Den Kern des von dem Sammler Willi Kemp gestifteten Konvoluts von Papierarbeiten (sowie von Gemälden) bilden wichtige Werke der ZERO-Bewegung und des Informel.

### Sammlung Fotografie
Die Sammlung bildet die wichtigsten Tendenzen der europäischen Fotokunst des 19. und 20. Jahrhunderts ab und enthält Ikonen der Fotografiegeschichte, darunter Werke von Leopold Ahrendts, Gertrud Arndt, Bernd und Hilla Becher, Sibylle Bergemann, Robert Capa, Hugo Erfurth, Horst P. Horst, Lotte Jacobi, Rudolf Koppitz, Heinrich Kühn, André Kertész, László Moholy-Nagy und Lucia Moholy, Helmut Newton, Man Ray, Albert Renger-Patzsch, Franz Roh, August Sander, Otto Steinert und Edward Weston. Das über 3000 Werke umfassende Konvolut beinhaltet Originalabzüge („Vintage Print“), von den Fotografen selbst angefertigte, autorisierte spätere Abzüge sowie Portfolios und Alben. Sammlungsschwerpunkte sind die Fotografie des 19. Jahrhunderts, der Bereich des Neuen Sehens und der Neuen Sachlichkeit, die Bauhaus-Fotografie, die Subjektive Fotografie und die New-Topographic-Movement-Autorenfotografie. Darüber hinaus umfasst die Sammlung wesentliche Arbeiten aus der Frühzeit der Fotografie, des Piktorialismus sowie der Pressefotografie und Modefotografie. Der Schwerpunkt des Konvoluts liegt auf Arbeiten von Fotografen aus Europa und den USA, die in dem Entstehungszeitraum der Bilder die führenden Regionen für die Entwicklung des Mediums darstellen.

### Glasmuseum Hentrich
Die Glassammlung im Glasmuseum Hentrich ist die jüngste Sammlung dieser Art von Bedeutung in Europa und neben der des Victoria and Albert Museums die umfassendste. Den Ausgangspunkt bilden die Glasprodukte der Vorbildersammlung des ehemaligen Kunstgewerbemuseums Düsseldorf. Zwischen 1928 und 1940 wurde diese Sammlung durch den Ankauf bedeutender Privatsammlungen allmählich zu der heutigen weltweiten Bedeutung geführt, die aber erst 1963 mit der Entscheidung Helmut Hentrichs, seine Sammlung dem Museum in Jahresschenkungen zuzuführen, erreicht war. Bis zu seinem Tod 2001 wurden mit den Schenkungen und seiner weiteren Sammeltätigkeit die Bestände der Sammlung ergänzt, die seit 1990 zu seinen Ehren die Bezeichnung Glasmuseum Hentrich trägt. Mit der Sammlung Hentrich wurde die Glassammlung besonders gestärkt, weil ihre Schwerpunkte mit antiker und islamischer Glaskunst sowie der des Art Nouveau, Art déco und Jugendstils die bis dahin im Museum nur schwach vertretenen Bereiche ergänzten. Endgültig zur Weltgeltung gelangte der Sammlungsbereich Jugendstilglas durch die Schenkung von Gerda Koepff (1919–2006). Die Sammlung wird weiterhin durch bedeutende Schenkungen, Vermächtnisse und Dauerleihgaben, wie italienische und tschechische Gläser aus den Beständen der Steinberg Foundation, mittelalterliche Gläser der Sammlung Karl Amendt und niederländische Gläser der Sammlung Knecht-Drenth, erweitert. Mit der Schenkung der Sammlung von Frauke Thole kann im Glasmuseum fortan das Lebenswerk des tschechischen Bildhauers Jan Fišar (1933–2010) reflektiert werden.
Die eigenen Ankäufe des Museums seit den 1960er Jahren konzentrieren sich auf die moderne und zeitgenössische Glaskunst.
Die ältesten Stücke der Sammlung stammen aus vorrömischer Zeit. Das bedeutendste Gefäß aus dieser Zeit ist eine achämenidische Schale mit geschliffenem Lanzettdekor aus dem späten fünften Jahrhundert vor Christus. Die Glaskunst des Römischen Reiches ist mit über 300 Gefäßen in der Sammlung vertreten. Ebenso sind Objekte der geläufigen Gefäßtypen aus den islamischen Reichen des Nahen Ostens Bestandteil der Sammlung. Aus der Zeit vor der Epoche des Waldglases im Mittelalter stammt eine aufgrund ihres vollständigen Erhaltungszustandes einzigartige Schale aus der Zeit um das Jahr 1300. In der Sammlung sind zudem Werke der venezianischen Glaskunst des 15. Jahrhunderts vorhanden, wie zum Beispiel ein Ziergefäß in der Form einer Moscheeampel, das nach bisherigem Kenntnisstand ein Einzelstück ist und die Einflüsse der islamischen Glasherstellung in Europa aufzeigt. Hinzu kommen höfische Glasgefäße des 17., 18. und 19. Jahrhunderts. Die Jugendstil-Glaskunst wird unter anderem mit Arbeiten von Louis Comfort Tiffany wie einem Blütenkelch und einer Blattschale aus der Zeit zwischen 1897 und 1905 präsentiert.
Die Glaskunst des 20. Jahrhunderts wird in ihrer Vielgestaltigkeit ebenfalls im Museum gezeigt. So gibt es Werke der Glaskunst der Werkbundbewegung, des Art déco, des Bauhauses sowie der nordeuropäischen Länder und aus Italien. Ein Beispiel dieser Werke ist die Mosaik-Schale von Carlo Scarpa.
Seit August 2008 leitet der Kunsthistoriker Dedo von Kerssenbrock-Krosigk das Glasmuseum. Damit trat er die Nachfolge des langjährigen Leiters Helmut Ricke an. Wegen Umbau des Sammlungsflügels des Kunstpalastes ist es derzeit (2022) geschlossen.
Jutta Cuny-Franz-Erinnerungspreis
Die im Glasmuseum Hentrich seit 1993 angesiedelte Jutta Cuny-Franz Foundation verleiht seit 1987 alle zwei Jahre an Kunstschaffende unter 40 Jahren, in deren Arbeiten das Medium Glas eine maßgebliche Rolle spielt, einen mit 10.000 Euro dotierten Preis zur Erinnerung an die Glaskünstlerin Jutta Cuny (1938–1983). Zusätzlich werden von der Fachjury zwei Förderpreise von jeweils 1.500 Euro sowie weitere undotierte Ehrendiplome vergeben. 2021 wurde die US-amerikanische Künstlerin Anna Lehner von der Fachjury mit dem international renommierten Jutta Cuny-Franz Memorial Award ausgezeichnet.

### Ehrenhof-Preis / Landsberg-Preis
In Kooperation mit dem Museum Kunstpalast hat der Düsseldorfer Unternehmer Georg Landsberg im Jahr 2015 den Ehrenhof-Preis ins Leben gerufen. Der von 2016 bis 2018 vergebene Preis richtete sich an Absolventinnen und Absolventen der Kunstakademie Düsseldorf, die zum jährlich stattfindenden Rundgang ihre Abschlussarbeiten präsentieren. Über die Vergabe des Ehrenhof-Preises entschied eine Fachjury nach Besuch des Akademierundgangs. Mit dem Ehrenhof-Preis ausgezeichnet wurden Ulrike Schulze (2016), Morgaine Schäfer (2017) und Aurel Dahlgrün (2018).
Seit 2019 erfolgte eine Neuausrichtung des nun benannten Landsberg-Preises. Ausgezeichnet werden Arbeiten von Kunstschaffenden, deren Abschluss an der Düsseldorfer Akademie 10 bis 12 Jahre zurückliegt. Die jährlich einberufene Fachjury kürte als Preisträgerinnen Sabrina Fritsch (2019) und Monika Stricker (2020).

## Sonderausstellungen
Die ersten groß angelegten, katalogbegleiteten Sonderausstellungen im Kunstmuseum wurden in den 1970er Jahren ausgerichtet. Den Auftakt bildete die 1971 von Christian Theuerkauff konzipierte Ausstellung Europäische Barockplastik am Niederrhein – Grupello und seine Zeit. In der Folge konzentrierten sich die Ausstellungen auf die klassische und die zeitgenössische Moderne. International wahrgenommen wurde vor allem die Ausstellung von Werken der Russischen Avantgarde aus der Sammlung von George Costakis, in der unter anderem Werke von Marc Chagall und Wassily Kandinsky gezeigt wurden. Auch Ausstellungen zur Düsseldorfer Malerschule, die spezielle Aspekte wie etwa deren Einfluss auf die skandinavische und amerikanische Kunst betonten oder die Schule an sich umfassender behandelten, sowie zur Geschichte der Glaskunst fanden Beachtung.
Zur Wiedereröffnung des Museums im Dezember 1994 wurde die bis dahin aufwendigste Sonderausstellung mit Werken bedeutender Künstler der Moderne aus der Sammlung des Pariser Kunsthändlers Daniel-Henry Kahnweiler gezeigt. Diese Ausstellung zog über 160.000 Besucher an. Große Resonanz fanden zudem Ausstellungen zur Glaskunst, zum zeitgenössischen Design und von japanischen Farbholzschnitten. Im Sommer 2006 realisierte Spencer Tunick seine ersten Körperinstallationen aus nackten Menschen in Deutschland im und rund um das museum kunst palast. Die dabei entstandenen Fotografien und Videoinstallationen wurden im Herbst desselben Jahres in einer Sonderausstellung im Museum präsentiert. Auf den Spuren eines Genies hieß die vom 9. September 2006 bis 7. Januar 2007 gezeigte Caravaggio-Ausstellung. Vom 15. September 2007 bis zum 6. Januar 2008 fand die Ausstellung Bonjour Russland statt, in der Werke aus den Sammlungen der Eremitage Sankt Petersburg, des Russischen Museums, des Puschkin-Museums und der Tretjakow-Galerie gezeigt wurden, darunter Bilder von Claude Monet, Pierre-Auguste Renoir, Paul Cézanne, Kandinsky, Chagall, Henri Matisse und Kasimir Sewerinowitsch Malewitsch. Insgesamt kamen ca. 256.000 Besucher zu dieser Ausstellung, womit sie zu den erfolgreichsten Schauen des Hauses gehörte.
Das Museum verfolgte auch weiterhin die Strategie, Blockbuster-Ausstellungen zu veranstalten. 2012 zeigte das Museum mit der Schau El Greco und die Moderne die erste große Ausstellung zu El Greco in Deutschland seit 100 Jahren. Sie stellte den Werken des spanischen Malers solche von modernen Künstlern gegenüber und versuchte auf diese Weise, dessen Einfluss auf die Moderne nachzuweisen. Die Schau wurde kritisch rezensiert. So wurde die Auswahl nicht aussagekräftiger Werke moderner Künstler problematisiert. Das Museum habe etwa Skulpturen von Wilhelm Lehmbruck gezeigt, obwohl keine Rezeption El Grecos bei ihm nachzuweisen sei; statt einer aussagekräftigen Zeichnung von August Macke seien Gemälde von diesem ausgestellt worden, in denen ein Bezug zu El Greco nicht klar erkennbar sei. Ebenso wurde kritisiert, dass die Zuschreibungen zu El Greco bei einigen Werken recht großzügig ausfielen und dass sich zwei Werke auf Vermittlung des Auktionshauses Christie’s in der Ausstellung befanden, die so eine Nähe zum aktuellen Kunstmarkt hervorriefen.
2011 schenkte der Düsseldorfer Sammler Willi Kemp seine Sammlung Ingrid und Willi Kemp mit rund 1.200 Objekten zeitgenössischer Kunst der Schwerpunkte Informel und ZERO dem Museum, das seither im Turnus ausgewählte Werkgruppen aus der Sammlung ausstellt, zuletzt Gotthard Graubner, Karl Otto Götz, Winfred Gaul, Bernard Schultze, Carl Buchheister und Otto Piene.
Den unterschiedlichen Positionen zeitgenössischer Malerei widmete sich der Kunstpalast in mehreren großen Einzelausstellungen wie Klapheck Bilder und Zeichnungen (26. April bis 4. August 2013), Katharina Grosse Inside the Speaker (30. September 2014 bis 1. Februar 2015), FABELFAKT Pia Fries (28. März bis 16. Juni 2019) oder Norbert Tadeusz (29. August 2019 bis 2. Februar 2020).
Mit einer großen Werkschau von Andreas Gursky (23. September 2012 bis 13. Januar 2013, verlängert bis 3. Februar 2013) und einer Ausstellung von 70 ausschließlich in Düsseldorf entstandenen Werken Candida Höfers (14. September 2013 bis 9. Februar 2014) präsentierte das Kunstmuseum repräsentative Foto-Ausstellungen von zwei der bekanntesten Düsseldorfer Becher-Schülern.
„SPOT ON“ hieß eine bis 2018 präsentierte Ausstellungsreihe, die im halbjährlichen Rhythmus in unterschiedlich inszenierten Projekträumen Werke oder auch Werkgruppen zeigte, die es neu oder wieder zu entdecken galt: beispielsweise Neuerwerbungen für die Sammlung, aktuelle Forschungsergebnisse, Abschlüsse eines Restitutionsverfahrens oder auch Restaurierungserfolge.
Unter dem Titel Christo und Jeanne Claude – Paris, New York, Grenzenlos veranstaltete der Kunstpalast eine „posthume Retrospektive“ vom 7. September 2022 bis 22. Januar 2023.

## Filme
- Kunstpalast, Düsseldorf (= Museums-Check. Folge 83). Reportage, 30 Min., Moderation: Markus Brock, Produktion: 3sat. Erstausstrahlung: 5. November 2023.[77]